# Aston Martin Vantage
El Aston Martin Vantage es un automóvil deportivo de altas prestaciones con motor central-delantero montado longitudinalmente y de tracción trasera, producido por el fabricante inglés Aston Martin.
En el año 2005 apareció la primera generación, como sucesor del Virage Vantage. El modelo actual de la cuarta generación es producido desde 2018. A partir de 1972, fue introducido como una versión de alto rendimiento de Aston Martin, ya que en el caso de 1972 fue del DBS y con el tiempo fue evolucionando conforme los modelos de la firma lo hacían.

## Tercera generación (2005–2018)

### Nomenclatura
La palabra "Vantage", que significa ventaja en inglés, había sido utilizada previamente por el fabricante, pero no como modelo propio, sino más bien como un acabado que le daba más potencia a sus modelos principales. Desde la introducción de la placa de identificación en 1950, se utilizó en modelos como DB2, DB4, DB5, DB6, V8, Virage y DB7.
En el caso de los modelos basados en el Virage, simplemente se les cambió el nombre a "Aston Martin Vantage".

### Vista general

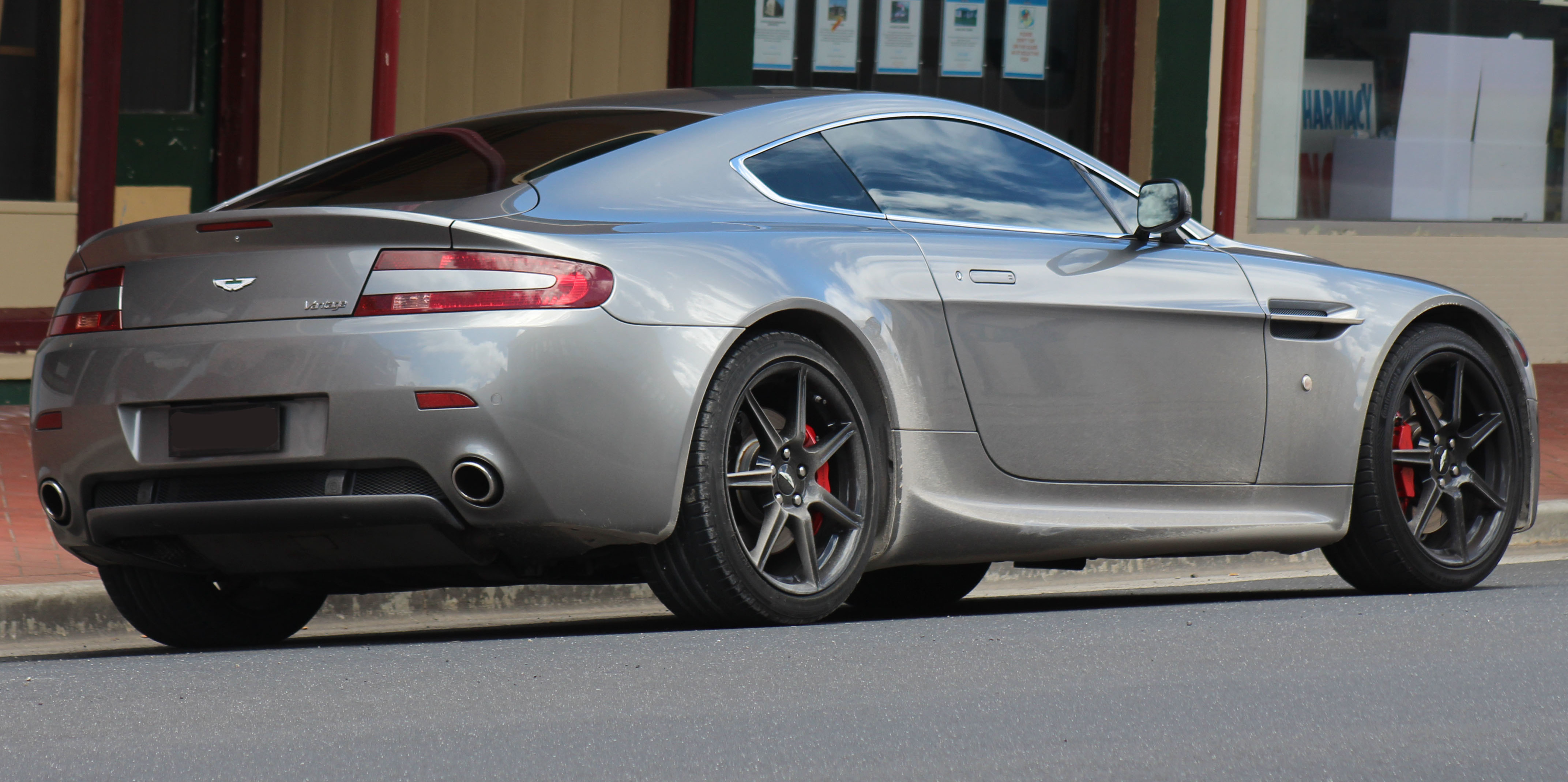
Vista trasera del cupé de 2008

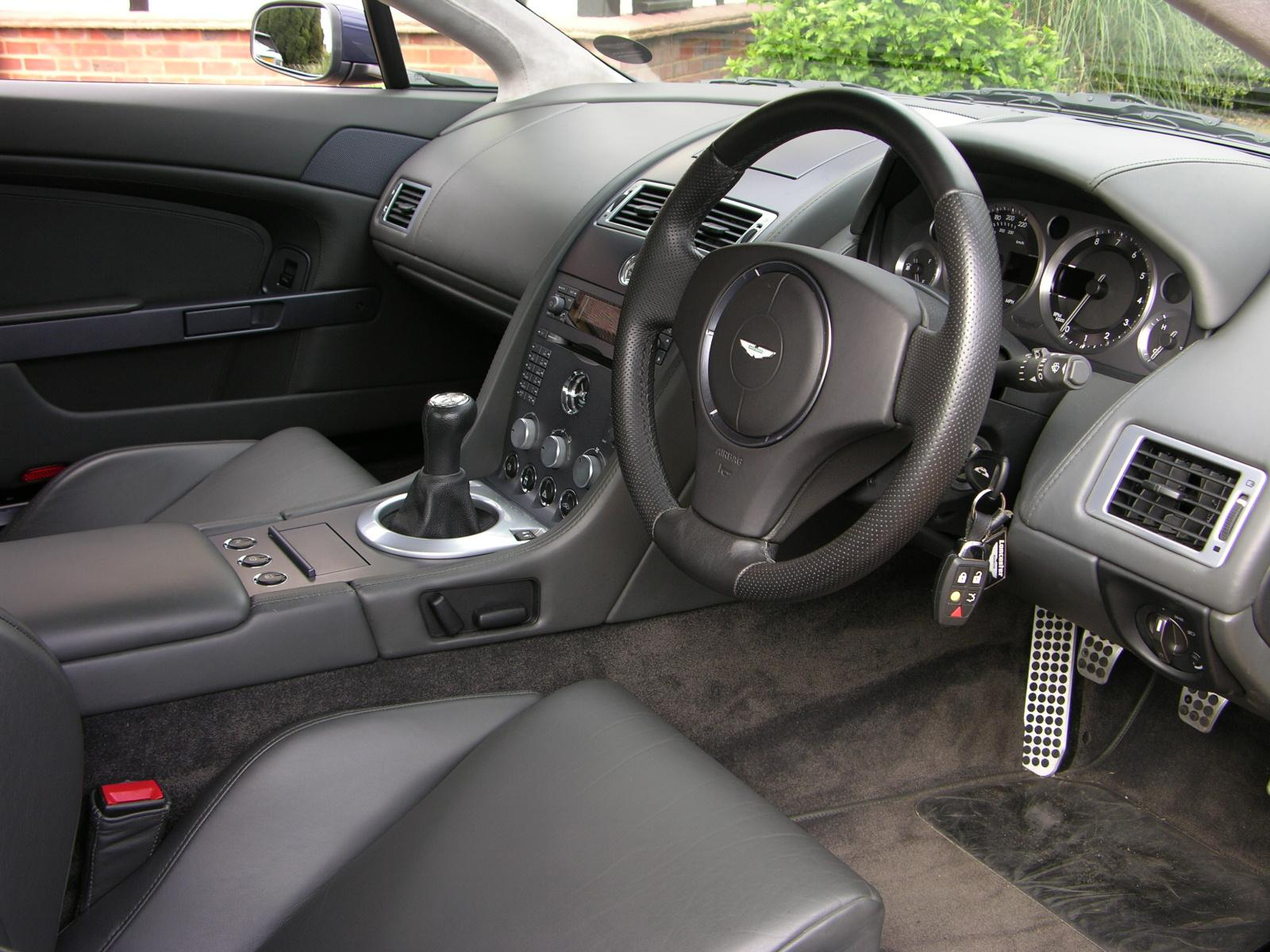
Interior de un V8 Vantage de 2006

Tiene chasis de aluminio y magnesio, lo que le permite pesar 1570 kg (3461 libras). La versión mejorada se ofrecía con un motor V8 naturalmente aspirado de 4735 cm³ (4,7 L; 288,9 plg³) con 32 válvulas, que producía 420 HP (426 CV; 313 kW) de potencia máxima, ganando un 11% más por sobre el modelo anterior y mejorando también el consumo en un 13%, además de las emisiones. Logra una aceleración de 0 a 100 km/h (62 mph) en 4.7 segundos y una velocidad máxima de 288 km/h (179 mph). Se ofrecía con transmisión manual o automática de seis velocidades, que puntualiza la suavidad y el menor esfuerzo de accionamiento del nuevo embrague.
También se ofrecían otras ediciones especiales, tales como y el Vantage N400, el Vantage N420, entre otras.
Se dio a conocer el prototipo primeramente en el Salón del Automóvil de Detroit de 2003 y, posteriormente, su presentación oficial fue en el Salón del Automóvil de Ginebra de 2005. Se consideraba hasta ese momento como el Aston Martin más pequeño de la historia. Estéticamente, se parecía al Vanquish y al DB9. Había sido diseñado por Henrik Fisker. Mide 4,38 m (172,4 pulgadas) de largo, 1,87 m (73,6 pulgadas) de ancho y 1,25 m (49,2 pulgadas) de altura, con una distancia entre ejes de 2600 mm (102,4 pulgadas).
Los neumáticos son Bridgestone Potenza de medidas 235/45 ZR18 pulgadas (45,7 cm) delanteros y 275/40 ZR traseros, aunque opcionalmente estaban disponibles también en 235/40 ZR19 pulgadas (48,3 cm) y 275/35 ZR. Los frenos eran cuatro discos ventilados de 355 mm (14 pulgadas) delanteros y 330 mm (13 pulgadas) los traseros.
Estaba equipado con una versión especial del AJ-V8 de Jaguar, el cual aumenta su desplazamiento a 4280 cm³ (4,3 L; 261,2 plg³), produciendo 380 HP (385 CV; 283 kW) a las 7000 rpm y 410 N·m (302 lb·pie) de par máximo a las 5000 rpm. Este V8 es único de Aston Martin con sistema de lubricación por cárter seco, lo cual le permite ser montado muy bajo para reducir el centro de gravedad. Este es ensamblado a mano en las instalaciones del fabricante en Colonia (Alemania), donde también se construye el V12 del DB9. El bloque del motor, la culata, el cigüeñal, las bielas, los pistones, los árboles de levas, los múltiples de admisión y de escape, el sistema de lubricación y todas las demás partes, son manufacturadas por el propio fabricante.
En mayo de 2008, la firma dio a conocer la nueva motorización que utiliza por primera vez cilindros de fundición en línea. Esto permitió una mayor capacidad que fue de 4735 cm³ (4,7 L; 288,9 plg³) para el V8 Vantage, con lo que la potencia aumentó a 420 HP (426 CV; 313 kW), es decir, un aumento del 11% sobre la versión anterior de 4280 cm³ (4,3 litros); y 470 N·m (347 lb·pie) de par máximo con un aumento del 15%.

### V8 Vantage Roadster

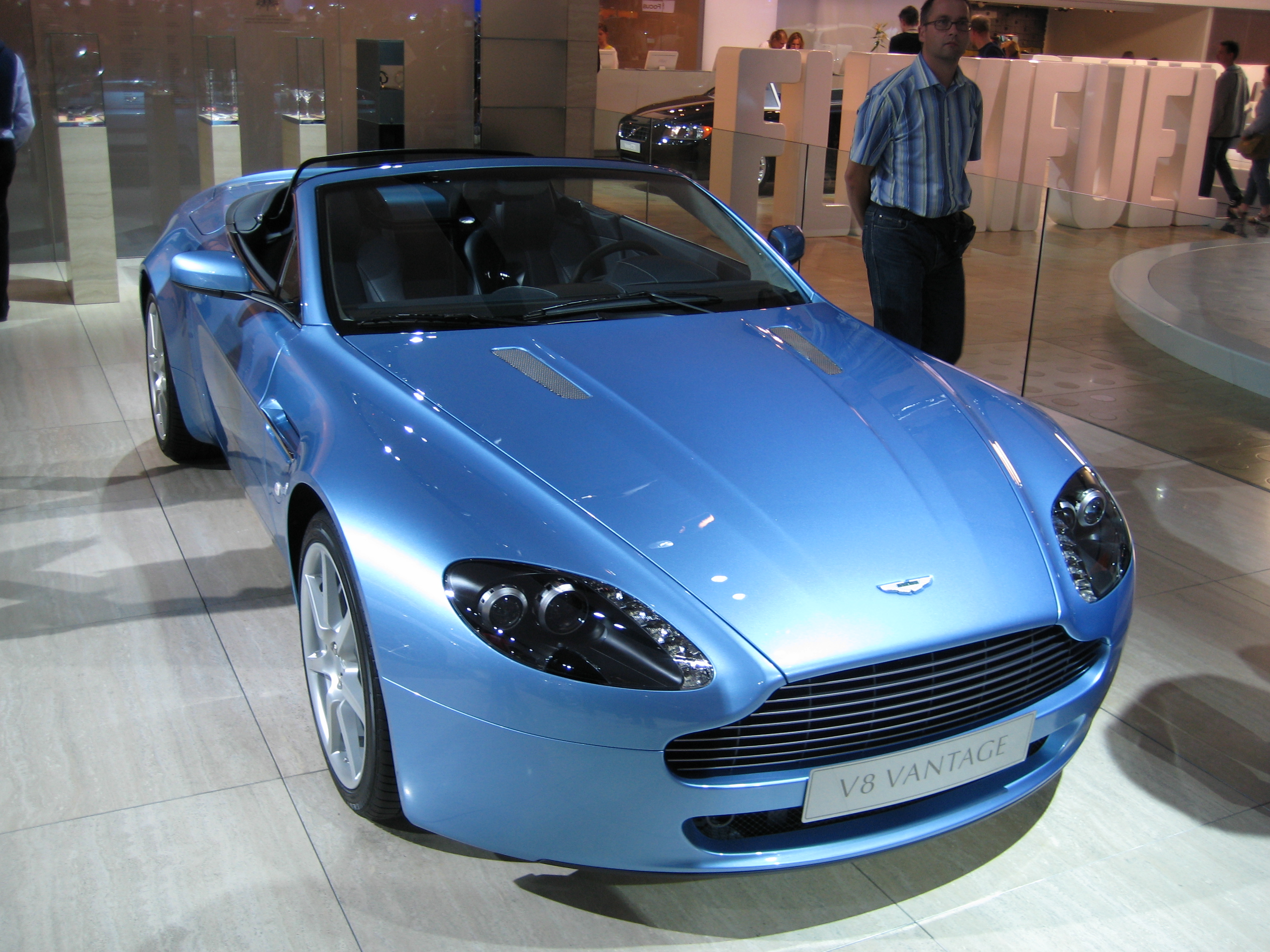
V8 Vantage Roadster

Es la versión descapotable del V8 Vantage cupé. Posteriormente, tenía un V8 de 4735 cm³ (4,7 L; 288,9 plg³) e inyección indirecta con 420 HP (426 CV; 313 kW) a las 7300 rpm y 470 N·m (347 lb·pie) a las 5000 rpm, el cual a mediados de 2008 reemplazó al anterior de 4280 cm³ (4,3 litros) con 380 HP (385 CV; 283 kW). Su techo de material textil es de accionamiento eléctrico, el cual tarda unos 18 segundos en abrirse o cerrarse completamente. Este proceso se puede realizar incluso a una velocidad máxima de hasta 50 km/h (31 mph). Con el techo plegado, su cajuela tiene una capacidad de 144 L (5,1 pies cúbicos).
Es capaz de alcanzar una velocidad máxima de 288 km/h (179 mph) y acelerar de 0 a 100 km/h (62 mph) en 4.9 segundos. Con transmisión manual consume 13,9 L/100 km (7,2 km/L; 16,9 mpgAm), un poco superior que con transmisión automática.
Cuenta con suspensión independiente de de doble horquilla en ambos ejes, frenos de disco ventilados de 355 mm (14,0 pulgadas) de diámetro en el eje delantero y de 330 mm (13,0 pulgadas) en el trasero. Los rines de aleación de 19 pulgadas (48,3 cm) de serie van con neumáticos de medidas 235/40 en el eje delantero y 275/35 en el trasero. Tiene un bastidor de aluminio y piezas de material compuesto. Mide 4,38 m (172,4 pulgadas) de largo, 1,86 m (73,2 pulgadas) de ancho y 1,26 m (49,6 pulgadas) de alto, con una distancia entre ejes de 2,6 m (102,4 pulgadas). Estas son prácticamente idénticas a las de la versión cupé, variando solamente en 1 cm la altura. Su peso total es de 1785 kg (3935 libras), es decir, 80 kg (176 libras) más que el cupé.
Su equipamiento de serie incluye cuatro bolsas de aire, control de estabilidad, diferencial de deslizamiento limitado, sensores posteriores de estacionamiento, climatizador, asientos ajustables eléctricamente con tapicería de cuero, sensores de presión en los neumáticos, alarma antirrobo y equipo de sonido con cargador de disco compacto y conexión USB.
Opcionalmente se ofrecían faros xenón, programador de velocidad, retrovisores exteriores plegables eléctricamente, sistema de navegación, conexión Bluetooth para teléfonos móviles y asientos con calefacción. La pintura metalizada al gusto del cliente no tenía coste extra.

### V8 Vantage Prodrive
Prodrive utilizó la experiencia adquirida anteriormente en los automóviles de carreras, para desarrollar una serie de mejoras en el V8 Vantage, que estuvo disponible entre 2006 y 2008 y únicamente para la versión de 4280 cm³ (4,3 litros). Con este paquete Prodrive, la potencia máxima aumentaba de 380 a 425 HP (385 a 431 CV) (283 a 317 kW) a las 7500 rpm y el par máximo de 410 a 440 N·m (302 a 325 lb·pie) a las 5400 rpm, llegando el corte de inyección hasta las casi 8000 rpm. Esto se conseguía mediante la sustitución del convertidor catalítico por otros de alto flujo y la modificación del software de unidad de control de motor (ECU). Además, un nuevo mapa del acelerador combinado con el aumento del par, hacía que la respuesta mejorara en todo el rango de revoluciones.
Lograba acelerar de 0 a 100 km/h (62 mph) en 4.3 segundos, superando así los 4.7 segundos del modelo convencional, mientras que su velocidad máxima era de 295 km/h (183 mph). Para mantener el control a alta velocidad, tenía instalado un separador (splitter) delantero y una extensión en la "cola de pato" fabricados en fibra de carbono, con los que conseguía reducir la fuerza ascendente en un 45%. El nuevo diseño de esa cola de pato se adoptó posteriormente en los demás modelos de serie.
La válvula de escape que en el modelo normal se abría automáticamente a partir de las 4000 rpm, le permitía al sistema "respirar" mejor. También tenía accionamiento manual con tres opciones posibles: En ‘Quiet mode’ la válvula estaba permanentemente cerrada; en ‘Auto’ la válvula se comportaba como en el escape original; y en ‘Sport mode’ la válvula permanecía abierta continuamente.
Otra de las modificaciones incluían una suspensión con amortiguadores ajustables provistos por Bilstein y muelles Eibach, que en modo normal era casi idéntico al del modelo de serie, mientras que en su modo Sport limitaba el balanceo de la carrocería, haciéndolo más adecuado para la conducción. Además, se agregaron nuevos rines forjados de 19 pulgadas (48,3 cm) mucho más ligeros que los de serie.

### V8 Vantage N400

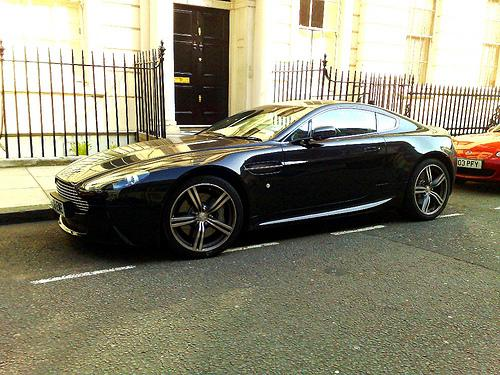
N400

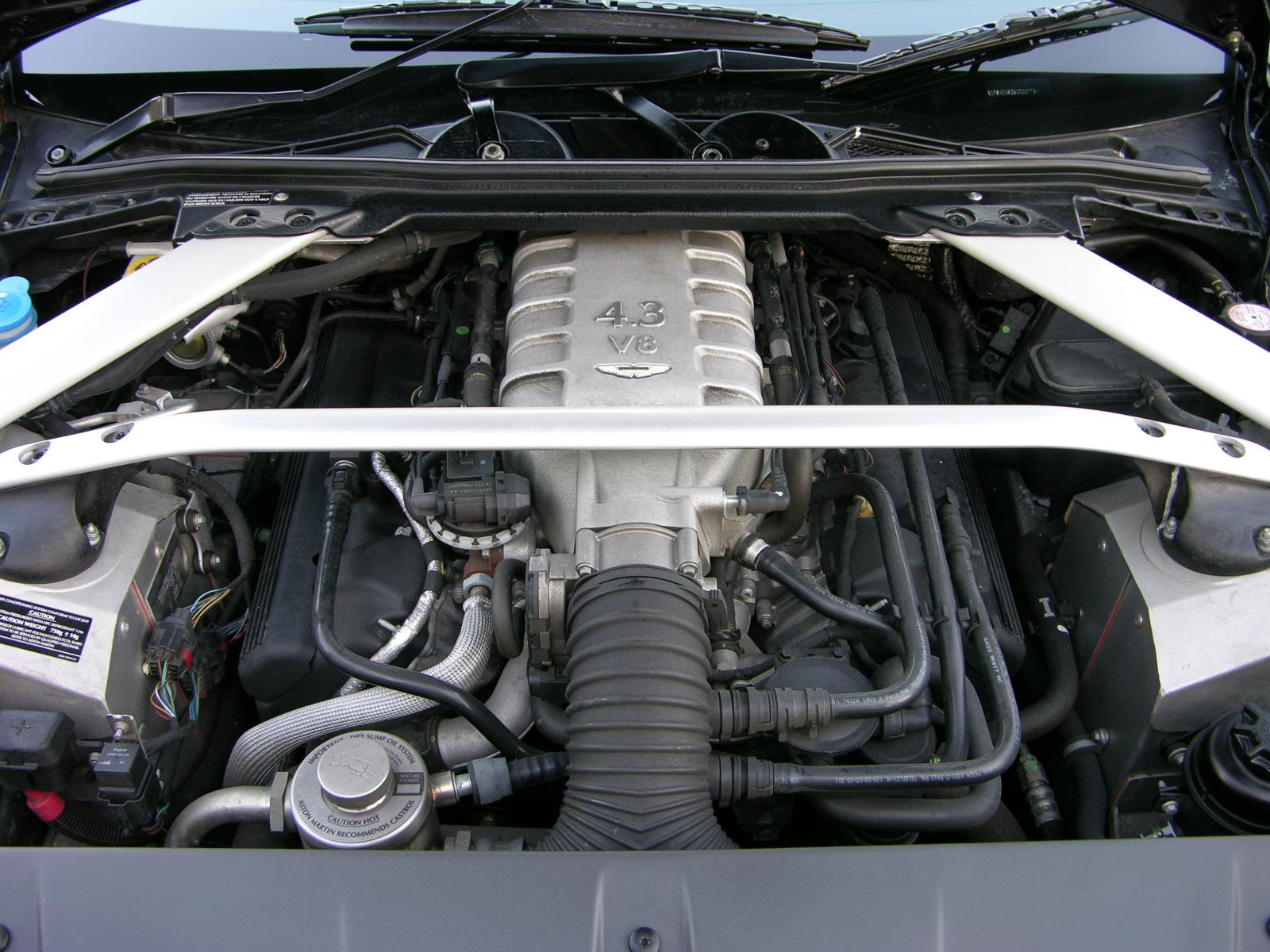
V8 de

La edición especial N400 conmemora los logros de Aston Martin en el legendario Nürburgring donde, por los últimos dos años, la compañía había disfrutado de éxitos considerable en la carrera anual de las 24 Horas de Nürburgring con el coche de producción N24. Esta versión incluía una serie de mejoras técnicas al coche estándar, con colores renovados y otras especificaciones. Estas incluían una versión más potente del V8 de 4280 cm³ (4,3 L; 261,2 plg³), incrementado la potencia máxima a 400 HP (406 CV; 298 kW) (de ahí su nombre) y el par máximo a 420 N·m (310 lb·pie).
El coche también venía equipado con un nuevo paquete deportivo, el cual ofrecía una dinámica de manejo sutilmente diferente, adaptada para los entusiastas que buscaban una mejor respuesta de manejo. Este paquete comprendía un acabado único de grafito de peso ligero con rines de aluminio con torneado de diamante, muelles, amortiguadores mejorados y una nueva barra estabilizadora para el cupé.
El N400 también incluía una serie de cambios en el diseño exterior, incluyendo una mejora en el diseño del vierteaguas lateral, cofre "Magnum Silver" y mallas laterales, calaveras transparentes y una parrilla con acabado brillante.
Las mejoras en el interior incluían asientos de cuero negro perforados, acabado de la moldura del tablero tipo "micro-spin" y una placa con el número de serie único. Estaba disponible en tres nuevos colores exteriores: Bergwerk Black (negro), Lightning Silver (plateado) o Karussell Orange (anaranjado), tanto con transmisión manual automatizada "Sportshift" o manual convencional, así como en carrocería cupé como roadster. Adicionalmente, venía equipado con una serie de equipamiento normalmente opcional, incluyendo navegación satelital, sistema de audio prémium de 700 W (1 CV), preparación para teléfono Bluetooth, faros de alta intensidad, control de crucero adaptativo y asientos calefactables con memoria.

### V8 Vantage N420

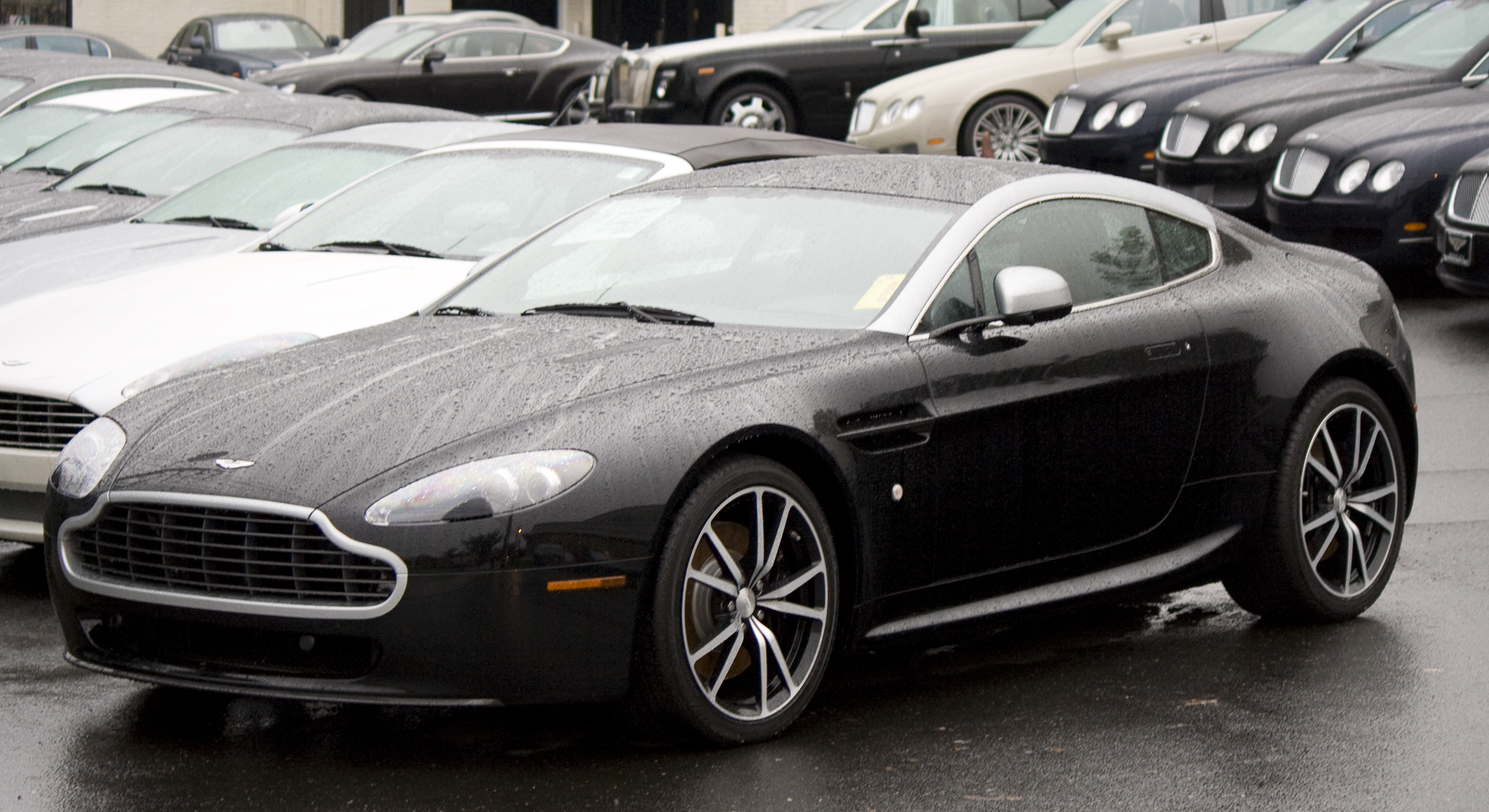
N420 de 2011

Era una edición especial basado en el V8 de 4735 cm³ (4,7 litros) de la versión estándar, pero con 420 HP (426 CV; 313 kW) (de ahí el nombre), que se vendía únicamente en el Reino Unido, tanto en carrocería cupé como roadster. Estaba acoplado a una transmisión manual, o bien, opcionalmente a una automática "Sportshift", ambas de seis velocidades.
Se inspiraba en los modelos de competición de la firma, sumando al modelo base algunas características para hacerlo más deportivo. Gracias al uso de fibra de carbono, conseguía reducir en 27 kg (60 libras) su peso total con respecto al modelo de serie.
En el interior ofrecía el denominado "pack Iridium", con instrumentos en color grafito, posibilidad de elegir el volante en cuero o alcantara y placas identificativas de la edición N420 en los asientos, cuya estructura también era de fibra de carbono para aligerar peso.
Su chasis incorporaba el paquete Sport con una suspensión más endurecida y un escape deportivo. El exterior no se diferenciaba de la variante normal, aunque opcionalmente era posible ordenarlo en combinaciones de esquemas de colores distintivo "Race Collection", aunque también se podía acceder a cualquier otro color, según el gusto del propio cliente. Además, tenía vierteaguas extendidos del N400, un separador (splitter) frontal en fibra de carbono y un difusor trasero. Adicionalmente, venía con rines de aleación en forma de diamante de diez rayos con acabado en negro brillante, rejillas de ventilación de malla negra y escape en acabado tipo grafito.

### V8 Vantage S

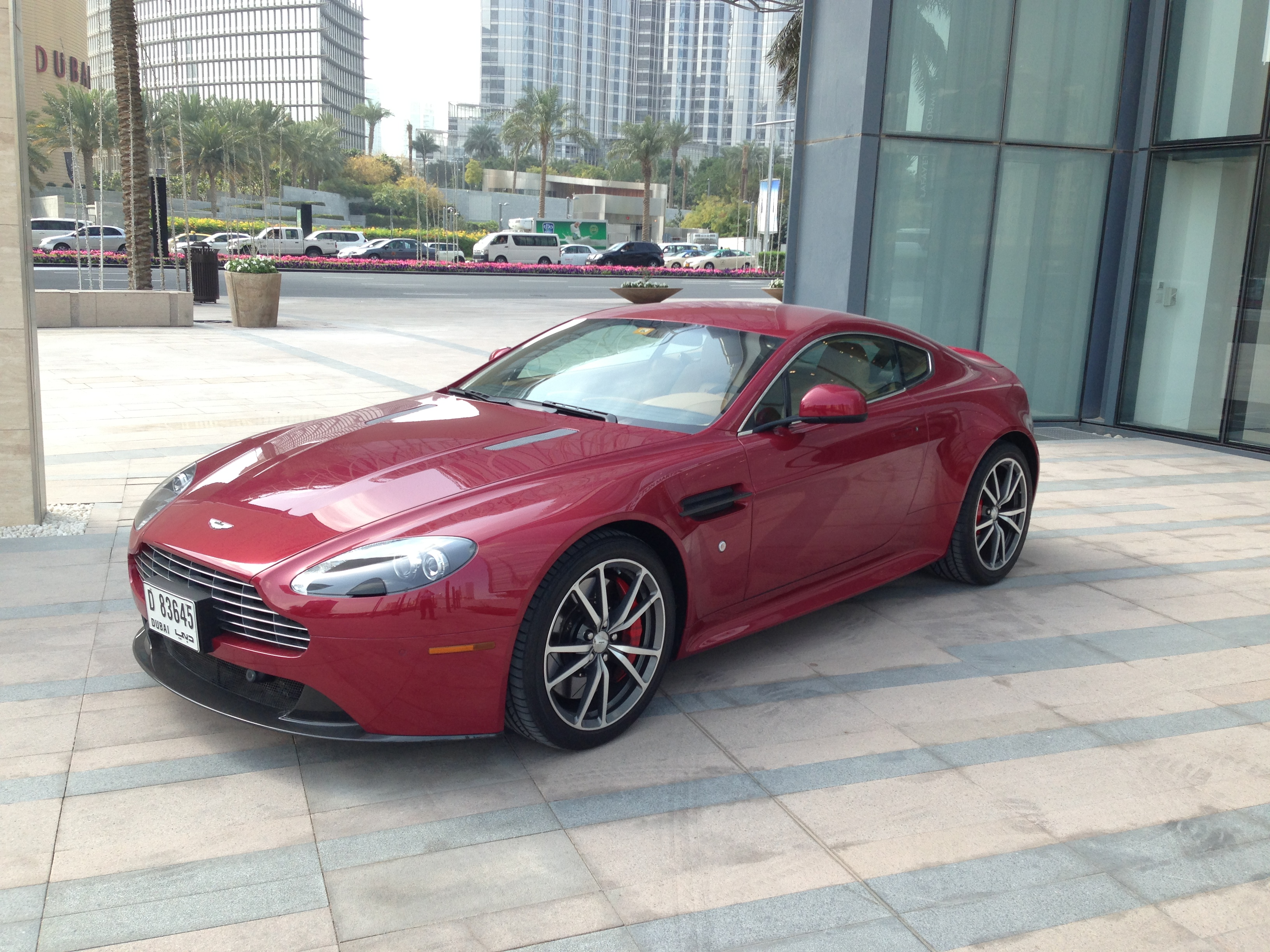
V8 Vantage S en el Emirato de Dubái en 2013

Era una versión mejorada del V8 estándar, que fue presentada el 25 de enero de 2011. Estaba disponible tanto en carrocería cupé como roadster. Estéticamente no presentaba grandes cambios, solamente en cuanto a sus prestaciones y rendimiento, es decir, no era muy diferente de la variante normal, pero con dichas mejoras realizadas, hacían que se acercara más al V12 Vantage. El alerón delantero de fibra de carbono, le daba un poco más de espacio a la entrada de aire para el motor y los frenos. En la parte trasera destacaba la tapa de la cajuela, que generaba una mayor carga aerodinámica. La defensa trasera y los laterales también cambiaron para parecerse al V12 Vantage.
Estaba equipado con rines de aleación de 19 pulgadas (48,3 cm) de serie y, opcionalmente, se podía ordenar con unos forjados de diez rayos, también de aleación, aunque reducía su masa no suspendida. El escape estaba regulado por una válvula pilotada electrónicamente para un sonido más grave.
El V8 de 4735 cm³ (4,7 litros) incrementó su potencia a 430 HP (436 CV; 321 kW) a las 7300 rpm y el par máximo a 490 N·m (361 lb·pie) a las 5000 rpm. Otro cambio importante era una nueva transmisión automática Sportshift II de siete velocidades, diseñada exclusivamente para esta variante. Las ventajas de esta nueva transmisión era una marcha extra, lo que le permitía hacer marchas más cortas y junto un diferencial más corto, con lo que lograba mejorar su aceleración. Esta transmisión era monodisco, que permitía un ahorro de peso. Además, tenía un modo Sport que le volvía más sensible al acelerador, cambiaba las velocidades más rápido y afectando a la válvula que regula el sonido del escape. Con estas modificaciones, permitía un tiempo aceleración mejorado de 0 a 60 mph (97 km/h) en 4.5 segundos y una velocidad máxima de 189 mph (304 km/h), tanto para el cupé como para el roadster.
Otros cambios menores incluían la relación de la dirección haciéndola más directa de 17:1 a 15:1. También se instalaron nuevos frenos de disco delanteros de mayor diámetro junto con nuevas pinzas de seis pistones. En la suspensión se cambiaron los muelles y amortiguadores para hacerla más firme. Estos cambios afectaban directamente a la dinámica del coche, junto con un nuevo sistema de estabilidad configurado específicamente, así como un módulo electrónico de frenado que agrega funcionalidades de emergencia y arranque en cuesta.

### V8 Vantage N430

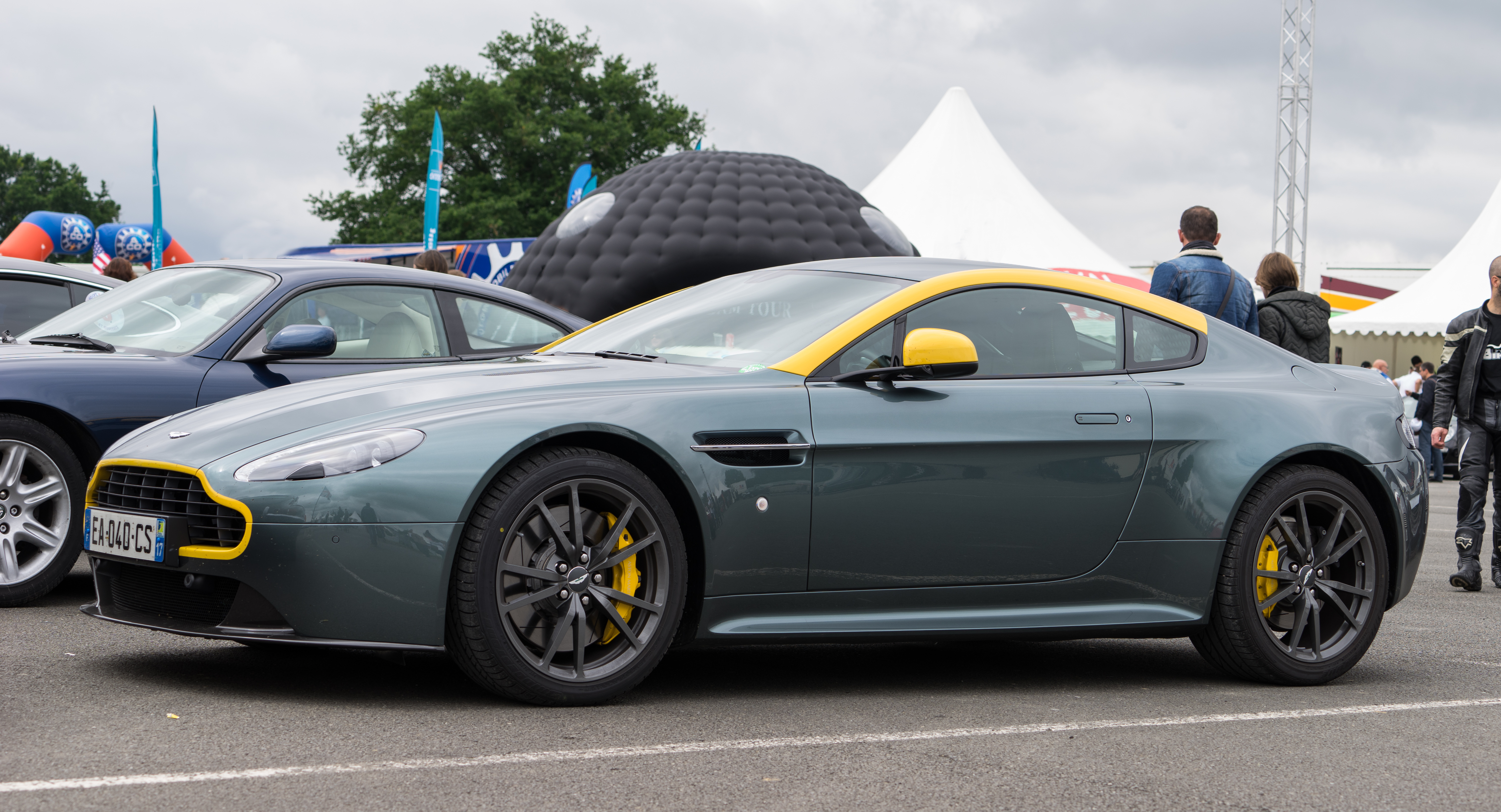
Vantage N430

Fue presentado en el Salón del Automóvil de Ginebra en marzo de 2014, siendo una edición especial basada en el V8 Vantage estándar e inspirado como un homenaje a los GTE de competición que han ganado el Campeonato Mundial de Resistencia de la FIA y en la categoría GT4 de las 24 Horas de Nürburgring.
Su V8 es el mismo bloque de 4735 cm³ (4,7 litros) del Vantage S, con 430 HP (436 CV; 321 kW) a las 7300 rpm (de ahí el nombre) y un par máximo de 490 N·m (361 lb·pie) a las 5000 rpm. Con este, es capaz de acelerar de 0 a 100 km/h (62 mph) en 4.8 segundos y una velocidad máxima de 305 km/h (190 mph). Está disponible con transmisión manual de seis velocidades, o bien, una automática llamada Sportshift II de siete velocidades con relaciones más cortas, accionadas mediante paletas de magnesio detrás del volante para cambios secuenciales más rápidos.
Esta versión N430 se distingue de las demás por su peso reducido en 20 kg (44 libras) menos, debido a la utilización de piezas de fibra de carbono y Kevlar, los rines de aleación forjados pintados en grafito y por los demás elementos estéticos en la carrocería y el habitáculo. Otra característica que distingue esta variante de los demás modelos, es su gama de colores combinados con los paquetes de diseño «ClubSport Graphics Pack». Este paquete cambia la estética del borde de la parrilla delantera, las carcasas de los retrovisores, la parte inferior del difusor trasero y, en el caso del cupé, la línea del techo. Además, se han diseñado cinco acabados exclusivos para esta versión.
En su interior, tiene asientos fabricados en fibra de carbono y Kevlar con regulación eléctrica, tapizados en cuero y alcantara, además de estar disponible en dos tipos de ambiente: "Oscuridad" y "Luz". El primero cuenta con asientos, tablero, puertas y demás elementos tapizados en cuero de color «Obsidian Black» (negro), con costuras en contraste amarillo, plata o rojo. En el segundo, todos los elementos de cuero son de color «Argento Grey» (gris) y también con costuras en color contraste amarillo, plata, negro o rojo. El resto de su equipamiento incluye faros de doble xenón y luz de circulación diurna tipo led, climatizador automático, alarma, sistema multimedia con navegador, conexión Bluetooth para teléfonos móviles y sistema de sonido Bang & Olufsen BeoSound de 1000 W (1,4 CV), entre otros.

### Vantage GT8

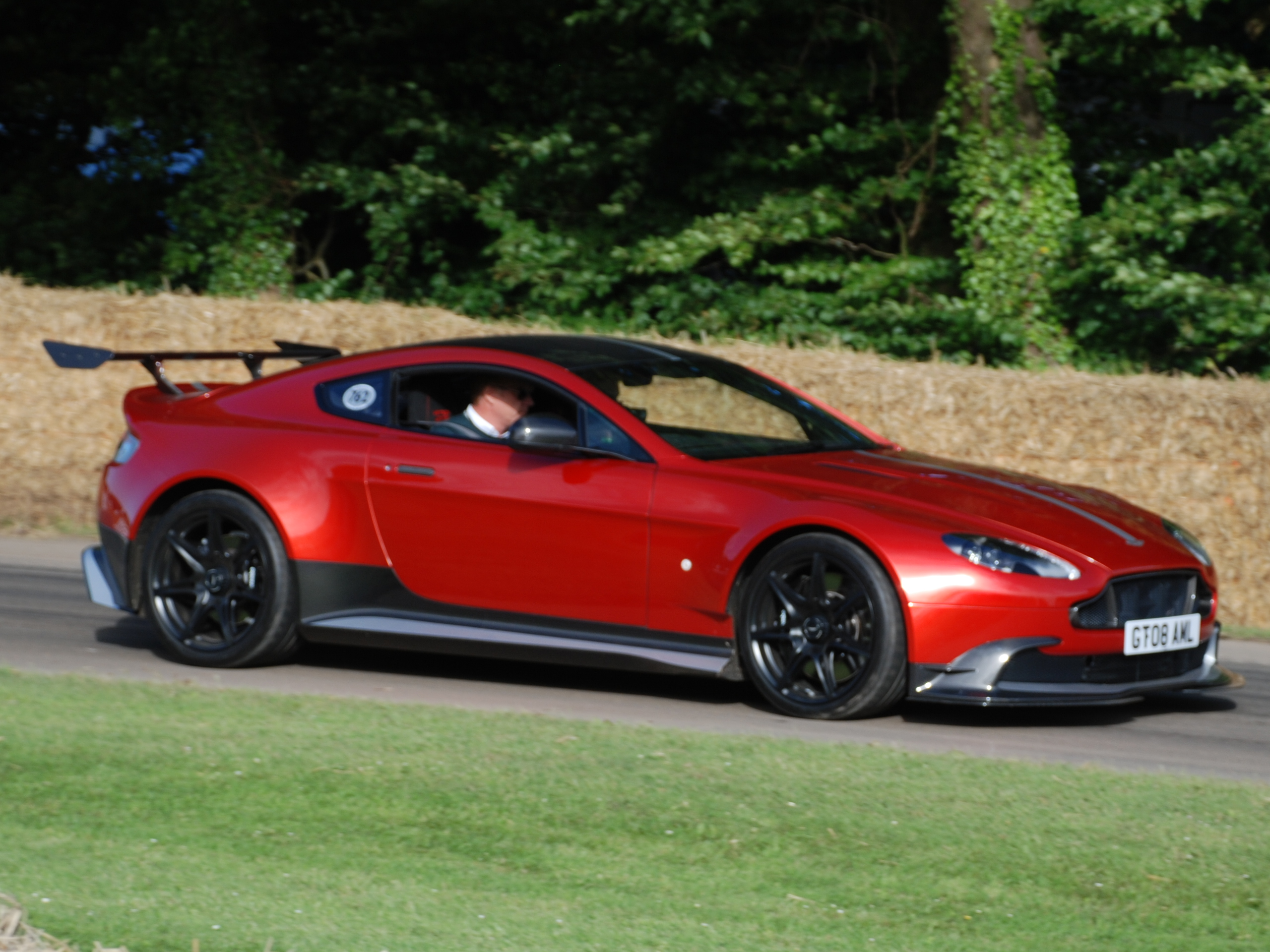
GT8 en el Festival de la Velocidad de Goodwood de 2016

Es una variante de una edición limitada a únicamente 150 unidades, derivada de la experiencia en la competición, tomando la inspiración de la versión de carreras V8 Vantage GTE. Tiene una carrocería de fibra de carbono y elementos aerodinámicos, pensados para el circuito.
Su chasis está enfocado para su uso en pista provisto de un V8 de 4735 cm³ (4,7 litros) con una potencia de 440 HP (446 CV; 328 kW), que estaba disponible con una transmisión manual de seis velocidades, o bien, una automática Sportshift II de siete velocidades con paletas detrás del volante.
Se utilizaba extensivamente la fibra de carbono, tanto en elementos exteriores como el separador delantero (splitter), defensas, pasos de rueda, taloneras o difusor, como en el interior, donde cuenta con asientos ligeros fabricados en ese mismo material o paneles de las puertas, con lo que se consigue reducir el peso en unos 100 kg (220 libras), con respecto al V8 Vantage.
Los rines de aleación en diseño de cinco radios vienen de serie, aunque opcionalmente, también estaban disponibles unos de magnesio de siete radios monotuerca más ligeros. Ambos estaban equipados con neumáticos Michelin Pilot Sport Cup 2. También de manera opcional, se podía ordenar un paquete aerodinámico llamado "Aero Pack", que incluía un alerón posterior más grande y aletas adicionales en el "splitter" delantero.
Cuenta con aire acondicionado, sistema de sonido de 160 W (0,2 CV), multimedia AMi III y tres combinaciones de color de la carrocería exclusivas y opcionales: Gris y azul, Blanco y verde o bien, Lima y verde Stirling. Las entregas comenzarían en el cuarto trimestre de 2016.

### V12 Vantage

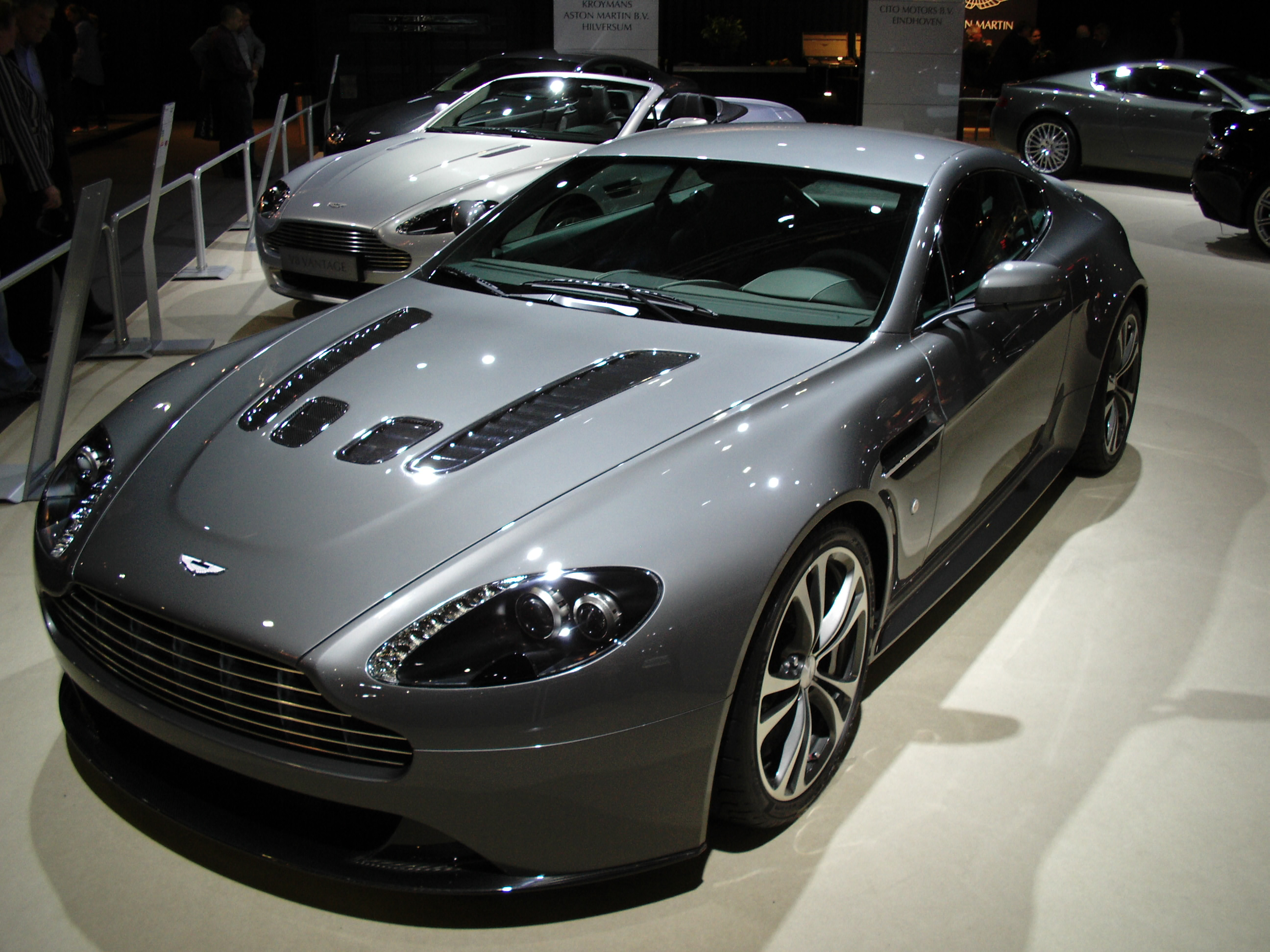
V12 Vantage en AutoRAI de 2009

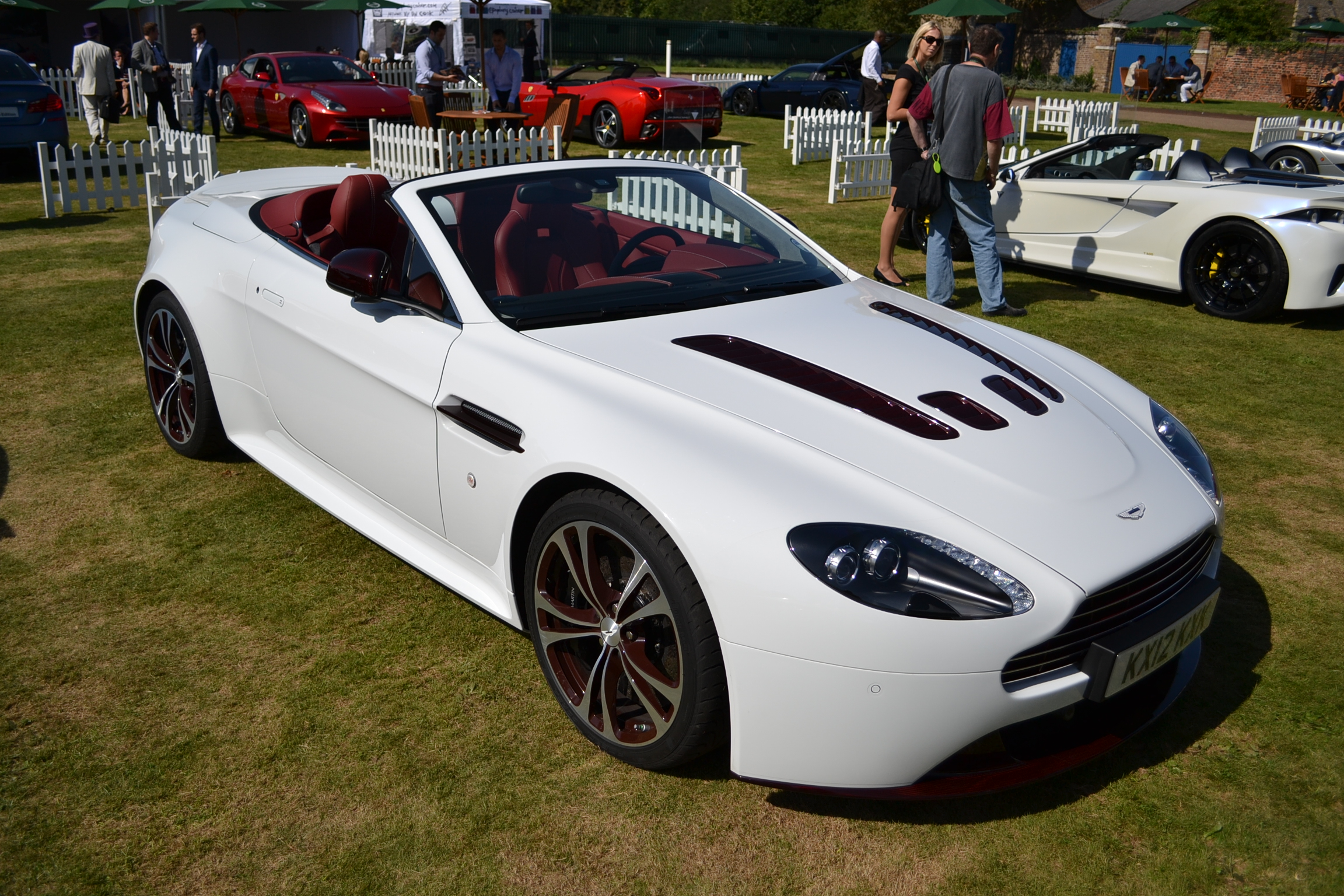
V12 Vantage Roadster en el Salón Privé de Londres en 2012

El concepto V12 Vantage RS apareció a mediados de 2009. Utilizaba el mismo V12 de 5935 cm³ (5,9 L; 362,2 plg³) que el DB9 o DBS, pero con 510 HP (517 CV; 380 kW) y 570 N·m (420 lb·pie) de par máximo. Aceleraba de 0 a 60 mph (97 km/h) en 4.4 segundos y su velocidad máxima era de 190 mph (306 km/h). La versión descapotable "Volante" apareció en el verano de 2012. La producción para ambos tipos de carrocería estaba limitada a 1000 unidades. El roadster tenía algunos elementos estéticos y mecánicos diferentes, tales como la posición más baja de la toma de aire delantera y mayor tamaño del alerón de la tapa de la cajuela. También tenía una nueva suspensión trasera con muelles de diferente diseño.
Su consumo medio es de 16,4 L/100 km (6,1 km/L; 14,3 mpgAm). Para que el peso no se incremente tanto, está fabricado con mayor cantidad de materiales ligeros y algunos paneles de material compuesto, además de frenos cerámicos de 398 mm (15,7 pulgadas) delanteros y 360 mm (14,2 pulgadas) traseros, rines de aluminio forjado de 19 pulgadas (48,3 cm) con neumáticos Pirelli P Zero Corsa de medidas 255/35 en el eje delantero y 295/30 en el trasero. Opcionalmente, podía ordenarse con asientos más ligeros que los de serie, fabricados con fibra de carbono y Kevlar, que ayudan a ahorrar unos 17 kg (37,5 libras) de peso, para un total de 1755 kg (3869 libras), donde el motor es 100 kg (220 libras) más pesado en relación con la versión V8. Otros cambios están en la carrocería, que va 15 mm más cerca del suelo, con muelles más duros en un 45% y las barras estabilizadoras son menos flexibles en un 15% en la parte delantera y un 75% en la trasera.
Su equipamiento de serie incluye control de estabilidad con un modo («Track») que permite más deslizamiento de las ruedas antes de entrar en funcionamiento, faros de xenón, diferencial de deslizamiento limitado, sensores de estacionamiento traseros, climatizador, asientos de diseño deportivo con ajuste eléctrico, navegador con unidad de disco duro y conexión Bluetooth. Además, cuenta con cuatro bolsas de aire.

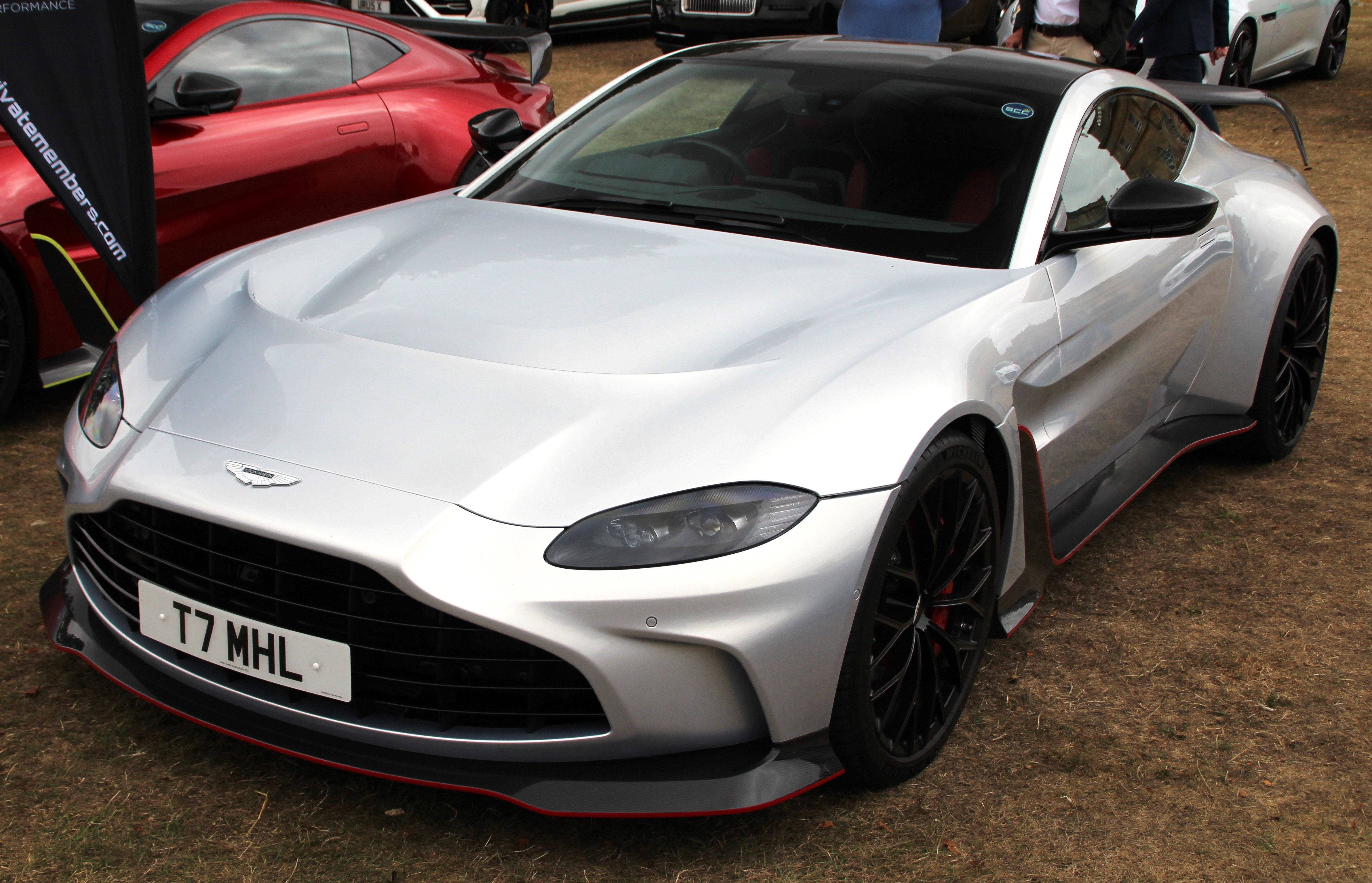
En el Salón Privé de 2022

La versión roadster tuvo un rediseño para evitar que el tamaño de su nuevo motor presentara problemas en su estructura. Acelera de 0 a 100 km/h (62 mph) en 4.5 segundos y alcanza una velocidad máxima de 305 km/h (190 mph). Además incluía suspensiones rediseñadas, frenos de disco carbono-cerámicos, un paquete aerodinámico para actualizarlo con respecto a la anterior versión V8, rines de 19 pulgadas (48,3 cm) de cinco radios dobles y detalles en carbono, tales como retrovisores, faldones y un alerón trasero. También se podía agregar un paquete de carbono para el interior, con un rediseño de la consola central para llevarla a una parte más baja del centro del coche. Su producción estaba limitada a 101 unidades en 2013.

### V12 Vantage S

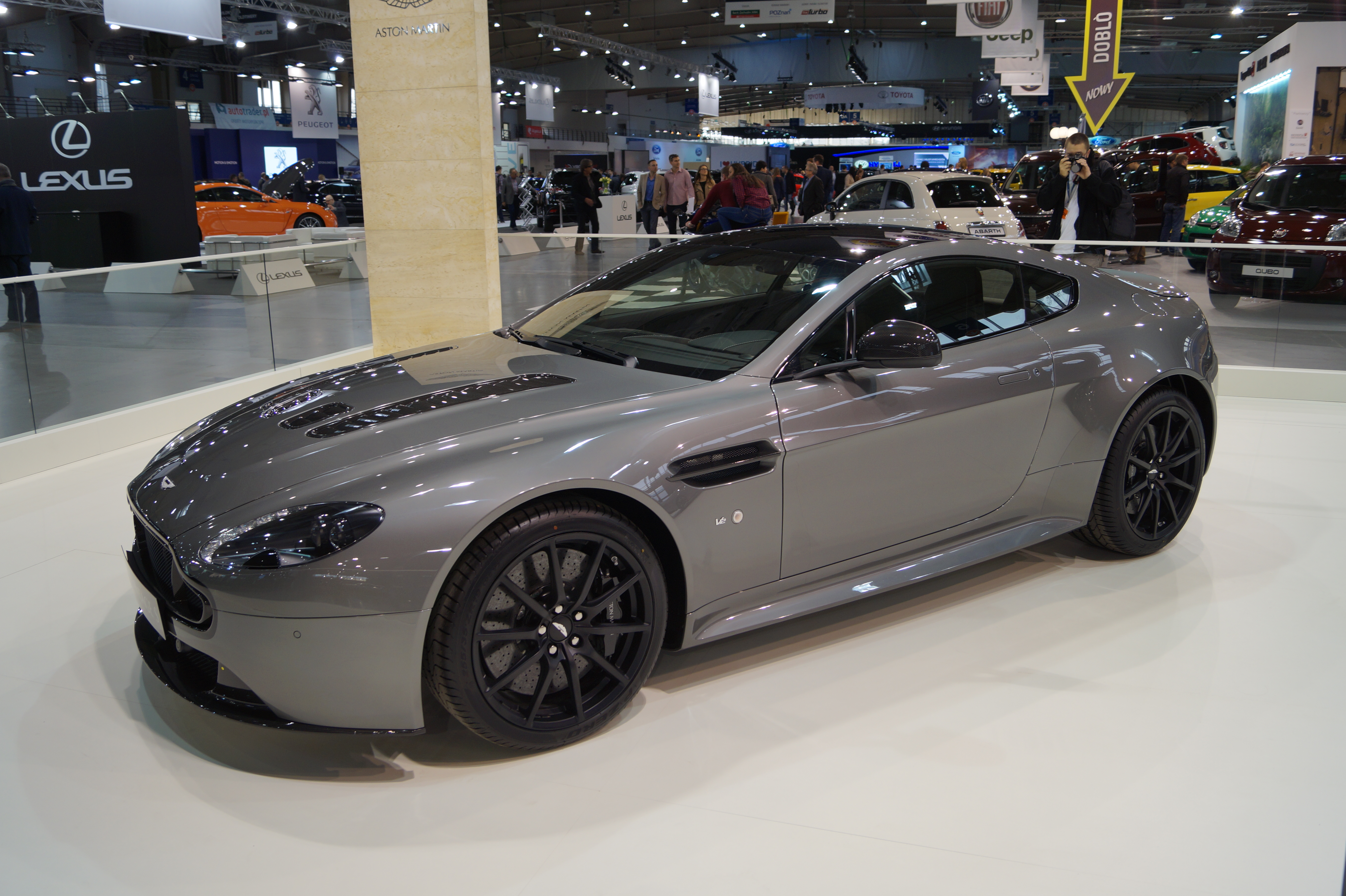
En el Salón del automóvil de Poznan de 2015

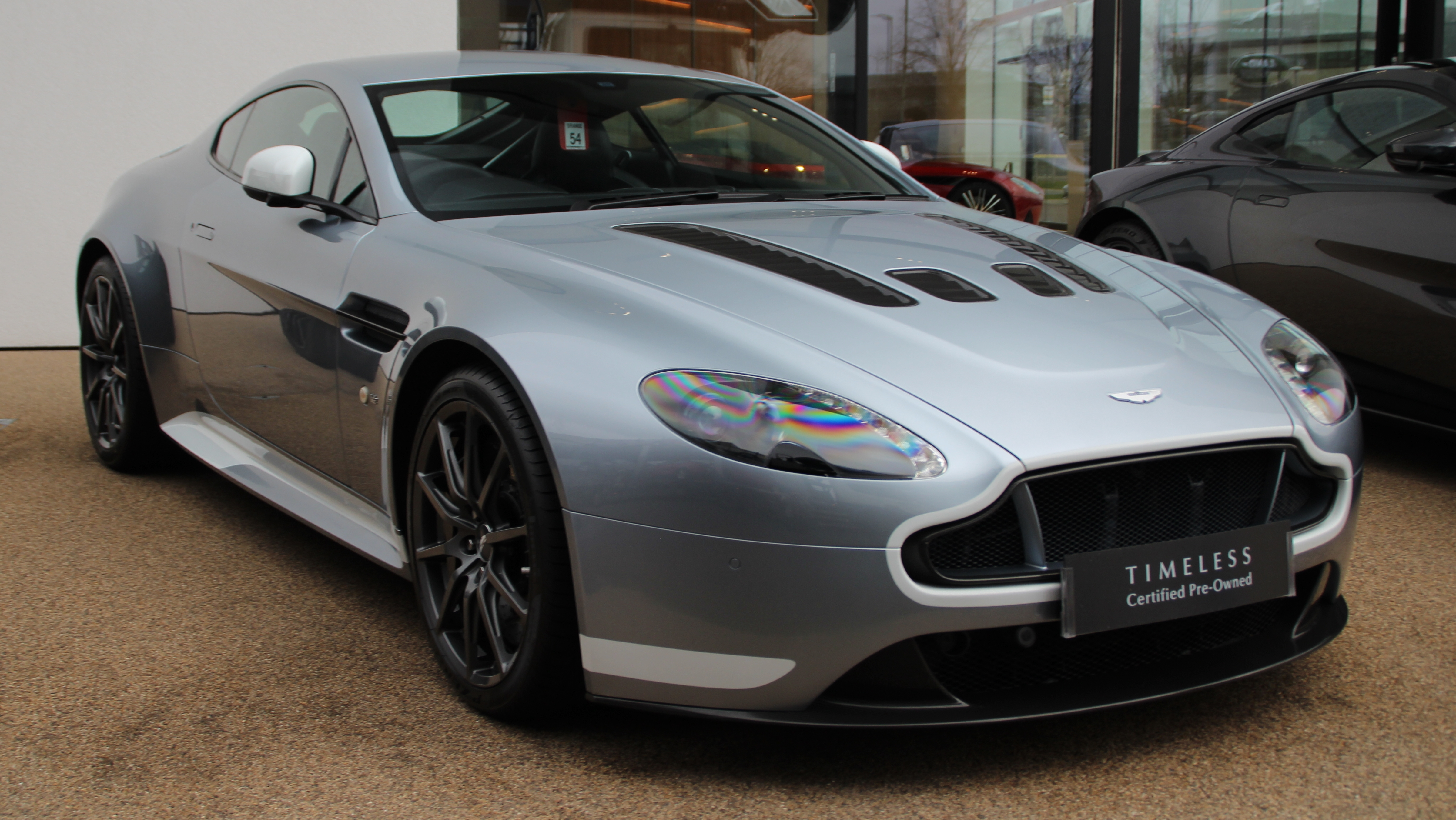
Modelo 2016 con el paquete de gráficos AML

Está equipado con un motor V12 de 5935 cm³ (5,9 L; 362,2 plg³) con 573 CV (565 HP; 421 kW) a las 6750 rpm y un par máximo de 620 N·m (457 lb·pie) a las 5750 rpm, cuyo bloque y cabezas eran de aluminio. Estaba disponible tanto en carrocería cupé como roadster desde 2014. Aunque las características técnicas eran muy similares a las del V12 del Vanquish, según el fabricante afirmaba que se trataba de uno nuevo utilizando códigos diferentes como: "AM28" para el V12 Vantage S y "AM11" para el Vanquish. La transmisión también era nueva, llamada Sportshift III, siendo manual automatizada (AMT) de siete velocidades, colocada justo detrás del habitáculo. Esta era 25 kg (55 libras) más ligera en el cupé y 20 kg (44 libras) en el roadster.
Lograba alcanzar una velocidad máxima de 330 km/h (205 mph) para el cupé y 323 km/h (201 mph) para el roadster. En cuanto a su aceleración, alcanzaba el 0 a 100 km/h (62 mph) en 3.9 segundos para el cupé, mientras que el roadster necesitaba 4.1 segundos. Esta diferencia podría ser debido a que la versión descapotable era 80 kg (176 libras) más pesada.
La suspensión es de doble horquilla en las cuatro ruedas, con amortiguadores de dureza variable y tres niveles de ajuste seleccionables mediante un botón: «Normal», «Sport» y «Track» (circuito). Con estos modos también se varía el grado de asistencia de la dirección, habiendo dos niveles disponibles. Adicionalmente, otro botón en la consola marcado con la palabra «SPORT» que alteraba la respuesta del V12 al acelerador, disminuyendo el tiempo de respuesta del cambio de marchas y cambiando el sonido del escape, el cual deriva del utilizado en el One-77. Los frenos están construidos con materiales cerámicos.
Existían muchas opciones de personalización, donde la carrocería podría ir pintada en 34 colores distintos; cinco tipos de rines de diferente diseño; el interior con asientos, paneles de las puertas, tablero y consola central podía ir tapizado en piel de 19 tonalidades distintas y las pinzas de freno podían ser de color negro, plateado, rojo o amarillo. Además, el contorno exterior de las ventanillas, los retrovisores y otros detalles decorativos de la carrocería se podían elegir en varios colores.
En 2013 el Vantage S traía únicamente una transmisión automática de siete. Posteriormente, para el modelo de 2017 se ofrecía como opción sin coste adicional una transmisión manual de siete velocidades, la cual era completamente nueva con configuración "dogleg" (pata de perro), es decir, que enfrenta la segunda y tercera velocidad en lugar de la primera y segunda, para lograr una conducción deportiva y de circuito donde no son frecuentes las reducciones a primera. También incluía un limitador de revoluciones configurable, para evitar forzar demasiado el motor.

### V12 Zagato

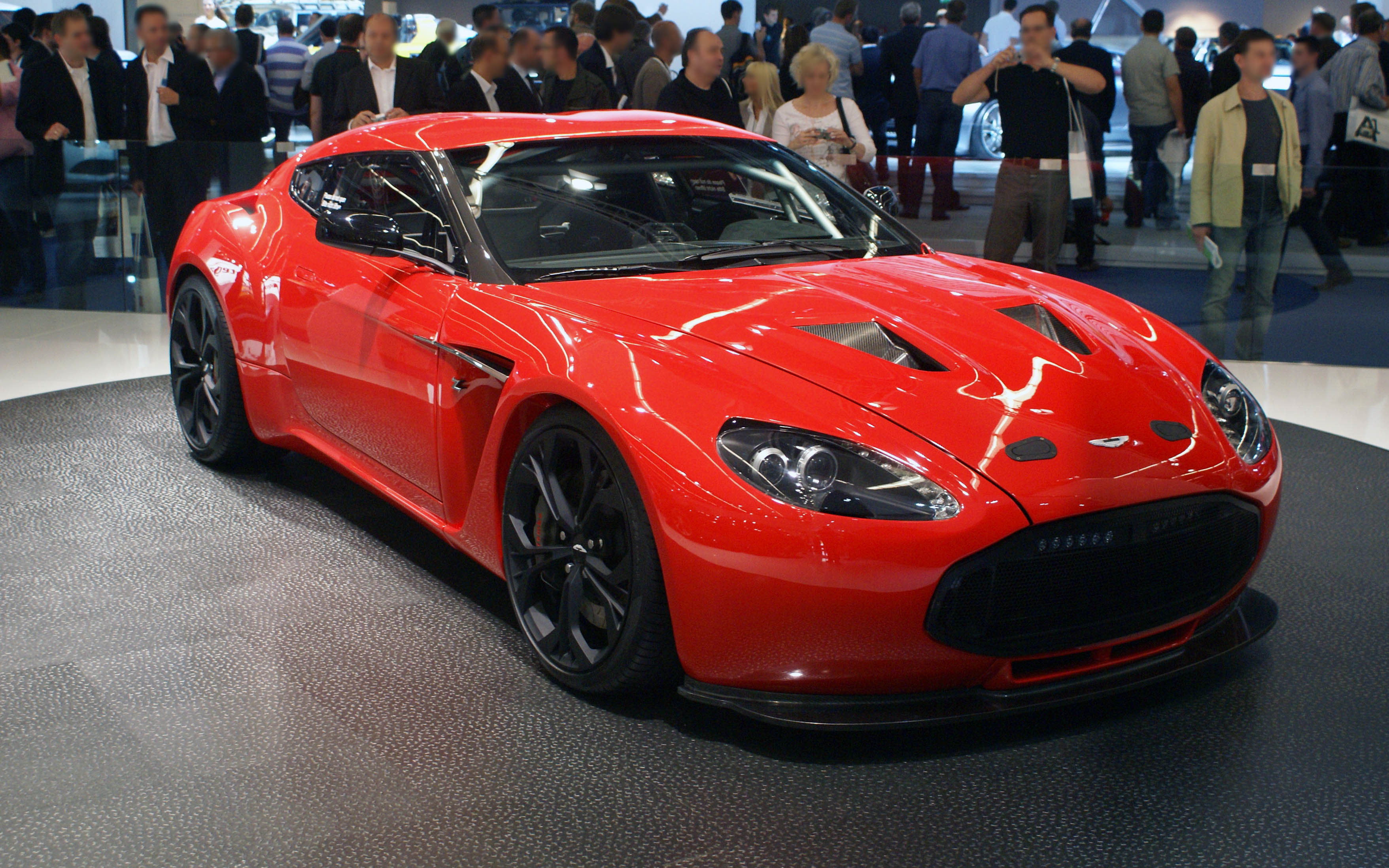
En el Salón del Automóvil de Fráncfort de 2011

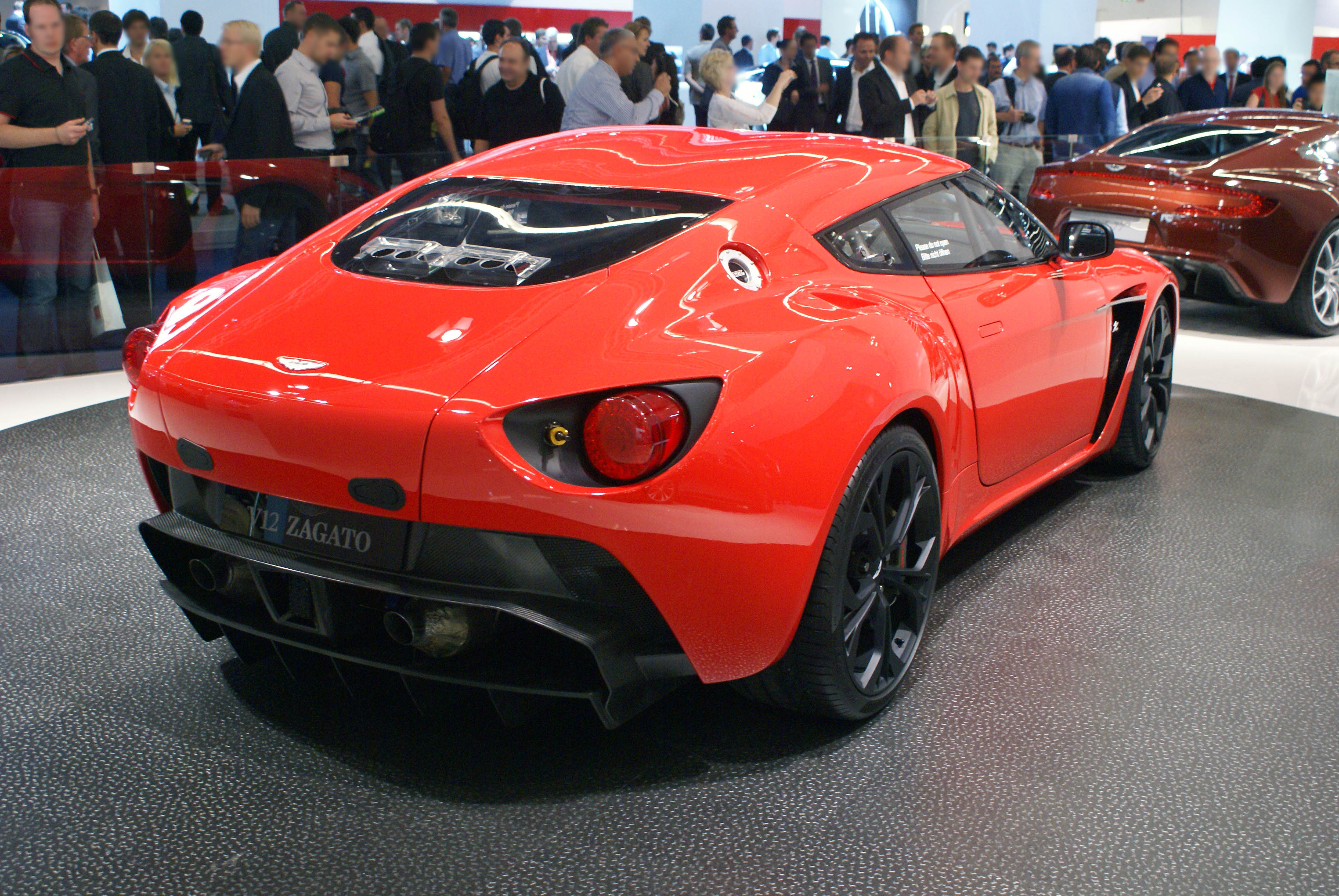
Vista lateral-trasera

La empresa Bell Sport & Classic puso a la venta el Aston Martin V12 Zagato con carrocería de aluminio, que era un modelo de preproducción, ya que solamente hubo dos, previo a las 64 unidades que la marca fabricó después del vehículo. Era un cupé de edición limitada que fue presentado en el Concurso de Elegancia de Villa d'Este de 2011. Fue ideado como un homenaje al DB4 GT Zagato, por del 50.º aniversario de ese mítico coche histórico.
Este Aston Martin con carrocería Zagato especial costaba cerca de 400 000 €, pero en esa ocasión era verdaderamente único, ya que fue fabricado como un coche de exposición para eventos con clientes.
Otra diferencia clave estaba en su carrocería fabricada únicamente con aluminio, a diferencia de la del resto de ejemplares que también se produjeron a mano, pero combinando el aluminio con otro ligero material, como la fibra de carbono. Era capaz de acelerar de 0 a 100 km/h (62 mph) en 4.2 segundos y alcanzar una velocidad máxima de 305 km/h (190 mph). Estaba equipado con el mismo V12 de 5935 cm³ (5,9 L; 362,2 plg³) con 510 HP (517 CV; 380 kW) y 570 N·m (420 lb·pie) de par máximo en todos los casos. Estaba acoplado a una transmisión manual de seis velocidades, con un consumo medio homologado de 16,4 L/100 km (6,1 km/L; 14,3 mpgAm).
El control de estabilidad tenía un modo específico para circuito, mientras que la suspensión era independiente de paralelogramo deformable en ambos ejes. Los rines de aleación eran de 19 pulgadas (48,3 cm) con neumáticos Pirelli P Zero Corsa de medidas 255/35 R19 en el eje delantero y 295/30 R19 en el trasero. Los frenos de disco eran de material cerámico con fibra de carbono, de mediadas 398 mm (15,7 pulgadas) con pinzas de seis pistones los delanteros y 360 mm (14,2 pulgadas) con cuatro pistones los traseros.
En su interior, contaba con dos tipos de asientos deportivos que podían incluir calefacción, consola con algunos detalles de fibra de carbono y varios anagramas de Zagato en los respaldos de los asientos delanteros o en la cajuela, con una capacidad de 300 L (10,6 pies cúbicos). Los umbrales de las puertas tenían molduras decorativas con el texto "V12 Zagato". El demás equipamiento de serie incluía: programador de velocidad, retrovisores con calefacción, conexión Bluetooth para teléfonos móviles, navegador, cámara de visión trasera, equipo de sonido con conexión USB y iPod, sensor de presión en los neumáticos o alarma. Opcionalmente era posible ordenarlo con un equipo de sonido firmado por Bang & Olufsen. Se podían elegir dos tipos de revestimientos para el habitáculo y cuatro colores de carrocería: "Scintilla Silver" (plateado), "Alloro Green" (verde), "Alba Blue" (azul) y "Diavolo Red" (rojo).

### Vantage GT12

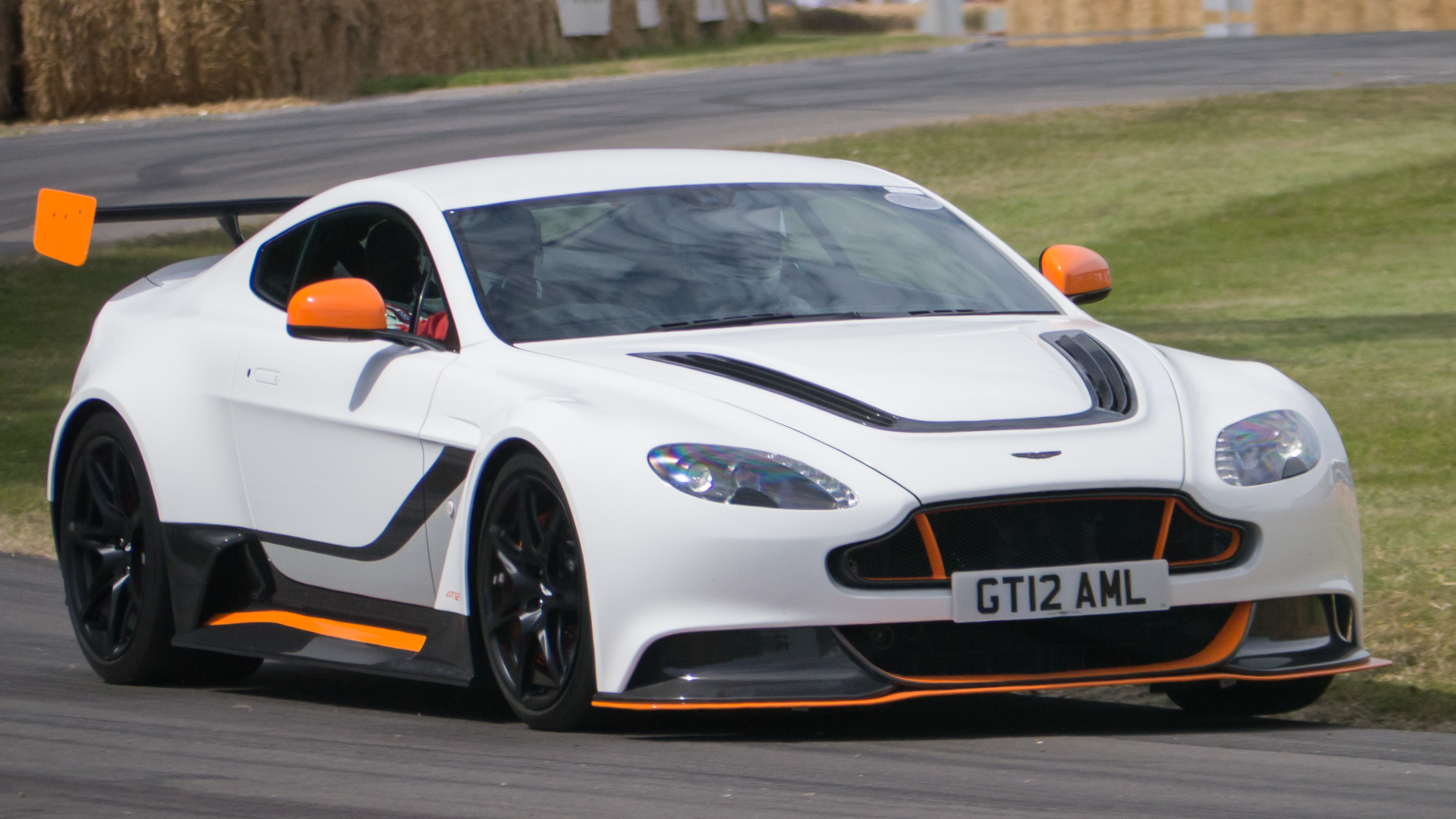
GT12 de 2015

Después de que la firma presentara su nuevo Vantage GT3, Porsche amenazaba con tomar medidas legales con respecto a la denominación GT3 en un coche de calle, así que decidieron cambiar su nombre oficialmente a "Vantage GT12".
Esta edición limitada mantiene el V12 naturalmente aspirado de 5935 cm³ (5,9 L; 362,2 plg³) con 600 CV (592 HP; 441 kW) y 625 N·m (461 lb·pie) de par máximo, pesando todo el conjunto 1565 kg (3450 libras), es decir, 100 kg (220 libras) menos que el V12 Vantage S, en el cual está basado. Para aligerarlo se han empleado piezas de fibra de carbono, incluidas en aletas, cofre y paneles del habitáculo y opcionalmente, también el techo de fibra de carbono y lunas de policarbonato, así como un paquete aerodinámico y de chasis pensado para el circuito, que comprendía suspensiones rebajadas, un alerón trasero de gran tamaño, un separador delantero ("splitter") para adherirse más al asfalto y un característico cofre con unas aberturas en forma de "U". Además, tenía un nuevo sistema de escape con dos salidas centrales.
Sus prestaciones eran de 0 a 100 km/h (62 mph) en 3.5 segundos y una velocidad máxima de 297 km/h (185 mph). Contaba con nuevos detalles estéticos de fibra de carbono, nuevos apéndices aerodinámicos y una puesta a punto casi de competición, además de rines monotuerca de 19 pulgadas (48,3 cm), neumáticos Michelin Pilot Super Sport y frenos firmados por Brembo.
El interior contaba con tapizados de alcantara y cualquier otro espacio sin revestir de piel estaría cubierto con fibra de carbono desnuda. En su consola central, los controles físicos para controlar el equipo de navegación, entretenimiento, botones y giratorios, habrían sido sustituidos por superficies táctiles.
Su producción estaba limitada a 100 unidades, mismas que fueron vendidas antes de que el modelo definitivo fuera presentado oficialmente en el Salón del Automóvil de Ginebra de 2015. Comenzarían a entregarse hasta el tercer trimestre de 2015 y no estaría disponible en Estados Unidos ni en China.

### Vantage GT12 Roadster

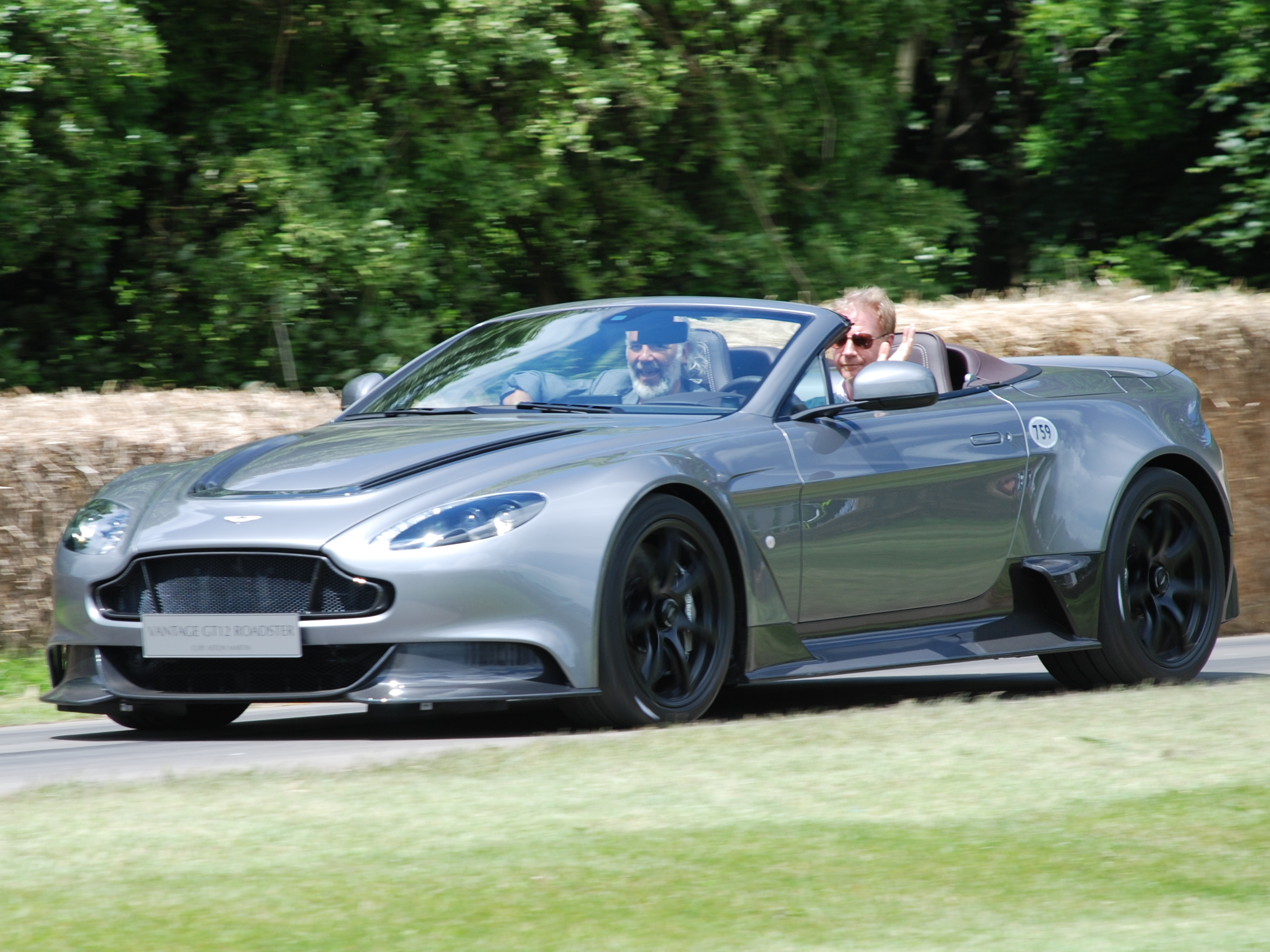
En el Festival de la Velocidad de Goodwood de 2016

Fue presentado en el Festival de la Velocidad de Goodwood de 2016, tratándose de una versión especial descapotable del Vantage GT12, convirtiéndose hasta ese momento en el más potente y extremo descapotable jamás fabricado por la marca, al haberse realizado por parte de su división de proyectos especiales "Q by Aston Martin", que ha tardado nueve meses para su construcción. En este caso, se trata de una edición única "one-off" hecho a la medida exclusivamente para un cliente.
Los detalles aerodinámicos incluyen taloneras, faldones laterales, fascias rediseñadas, tomas de aire más grandes, difusor trasero y un separador (splitter) delantero, aunque con un alerón más pequeño y discreto. Emplea las mismas características técnicas y mecánicas que el GT12 cupé, incluyendo una intensiva utilización de materiales de fibra de carbono en las defensas específicas, unos pasos de rueda más anchos y el mismo V12 de 5935 cm³ (5,9 L; 362,2 plg³) con 600 CV (592 HP; 441 kW) y 625 N·m (461 lb·pie) de par máximo, el cual va acoplado a una transmisión aut0mática de siete velocidades Sportshift III con un ajuste específico y múltiples de admisión de magnesio. Con todas estas mejoras, sus prestaciones son de una aceleración de 0 a 100 km/h (62 mph) en 3.7 segundos y una velocidad máxima de 297 km/h (185 mph).
La suspensión ha sido recalibrada y ajustada para mejorar su rigidez de la estructura, mientras que el sistema de escape se cambió por uno nuevo hecho de titanio. Además, el bastidor ha sido reforzado para soportar la pérdida del techo.
En su interior se incluyen materiales de la más alta calidad y muchos otros detalles, fruto del trabajo realizado por el departamento "Q" de la marca. El cuero granate resalta dentro del habitáculo recubriendo los asientos, el tablero, los paneles de las puertas e incluso un par de jorobas situadas en la tapa que oculta el techo abatible. De igual manera, la fibra de carbono recubre el túnel central y parte del interior de las puertas.

### Vantage AMR

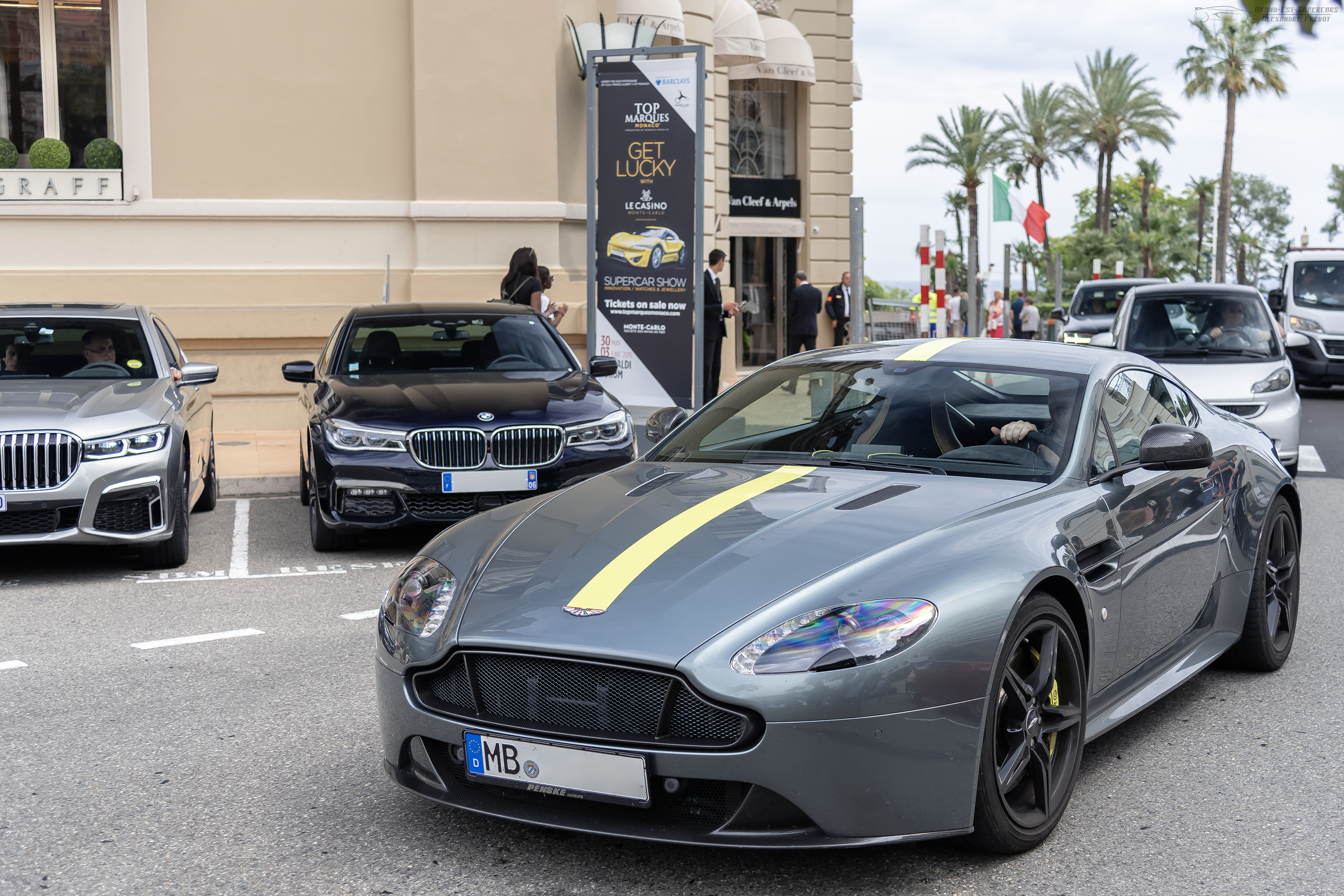
AMR en Mónaco en 2019

El Vantage AMR, que significa "Aston Martin Racing" por sus siglas en inglés, se trata de una edición limitada a 300 unidades, de las cuales 200 eran con el V8 de 4735 cm³ (4,7 litros) con 430 HP (436 CV; 321 kW) y las otras 100 con el V12 de 5935 cm³ (5,9 litros) con 595 HP (603 CV; 444 kW), es decir, 30 HP (22,4 kW) más que el V12 original. Ambos estaban acoplados a una transmisión secuencial de siete velocidades y, opcionalmente, se podía ordenar con una manual de seis velocidades en el V8 y de siete en el V12.
Estas variantes estaban inspiradas en la versión GTE del Campeonato de Resistencia, por lo que fueron homologados para ser matriculados legalmente y poder circular por la carretera.
El V8 tenía rines de cinco rayos, mientras que el V12 contaba con unos de diez, pudiendo escoger entre tres opciones de diseño distintas. Con un costo extra, se podían cambiar por unos rines de aluminio forjado en forma de panal, ya disponible en el AMR Pro Concept, presentado en el Salón del Automóvil de Ginebra en marzo de 2017. Ambas versiones estaban disponibles tanto en carrocería cupé como roadster con cuatro combinaciones de color distintas con gráficos de contraste, incluyendo también una combinación similar al Vantage GTE con el que se logró la victoria en el Campeonato del Mundo de Resistencia.
Su demás equipamiento opcional incluía: accesorios en fibra de carbono en la parrilla frontal, taloneras, soportes de los faros, tapas de los retrovisores y los asientos, además de otras opcionales a gusto del propio cliente, pudiendo personalizar el coche con un paquete aerodinámico consistente en un separador (splitter), alerón fijo y demás elementos en las secciones laterales de la defensa delantera. Su escape era de titanio, con lo que se lograba reducir el peso en 14 kg (31 libras). Hizo su debut en el mes de junio durante las 24 Horas de Le Mans 2017 y sus primeras entregas empezarían a partir del último trimestre de ese mismo año.

### Vantage AMR Pro

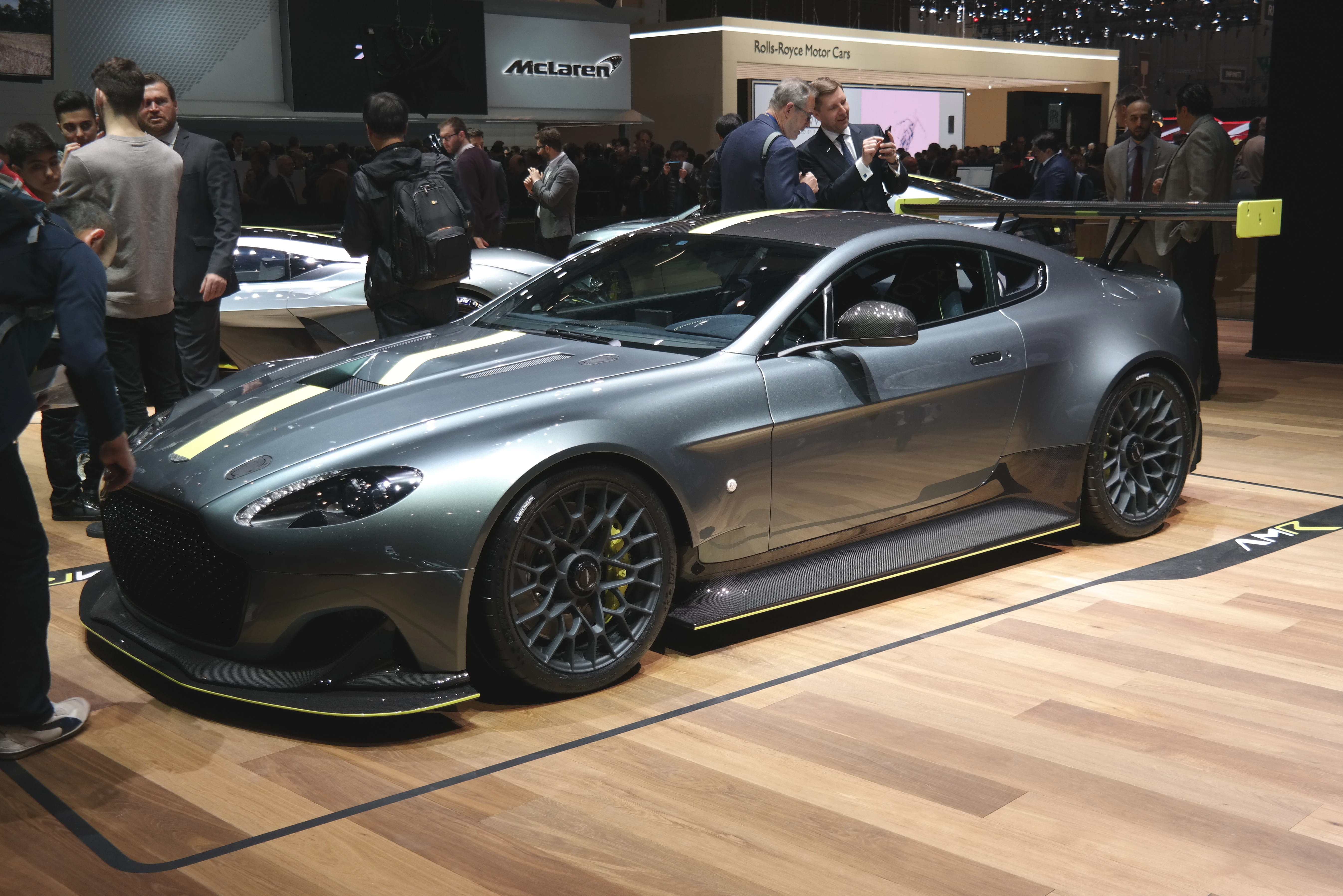
AMR Pro en el Salón del Automóvil de Ginebra de 2017

Fue presentado junto con el Rapide AMR en marzo de 2017 en el Salón del Automóvil de Ginebra. Las siglas "AMR" son de la nueva submarca de versiones más deportivas que han decidido crear. Se trata de una variante más agresiva y extrema para su uso únicamente en pista, la cual contaría con menos peso, gracias al uso extensivo de fibra de carbono y a una carrocería más ancha y con paquetes aerodinámicos exclusivos.
Cuenta con un V8 de 500 HP (507 CV; 373 kW), suspensión de carreras completamente ajustable y soportes de competencia para el motor y la transmisión, es decir, todos específicos de competición. También está equipado con rines de 19 pulgadas (48,3 cm) con monotuerca de seguridad central y neumáticos Michelin Pilot Sport Cup 2. Al ser para uso exclusivamente en circuito, no es para su uso legal en la calle. Tiene una nueva fascia delantera con una parrilla de grandes dimensiones, nuevas salpicaderas, nuevo separador (splitter) delantero, difusor trasero y entradas de aire laterales.
En su interior también presenta un uso extensivo de fibra de carbono y conserva gran parte de su equipamiento, además de jaula de seguridad instalada dentro del habitáculo, convirtiéndose en el coche de carreras más lujoso del mundo hasta ese momento, según el propio fabricante. En la consola central, aparece una placa conmemorativa de la victoria número 24 del Vantage GTE, en la carrera de resistencia más famosa del mundo. Fueron construidos no más de siete ejemplares.

"They are the start of something very exciting—a program that will eventually see an AMR version of every model in the Aston Martin range…"
"Son el inicio de algo muy excitante: un programa que eventualmente verá una versión AMR de cada modelo en la gama de Aston Martin…"
dijo en Ginebra: Andy Palmer, director ejecutivo (CEO) de Aston Martin.

### Vantage V12 V600

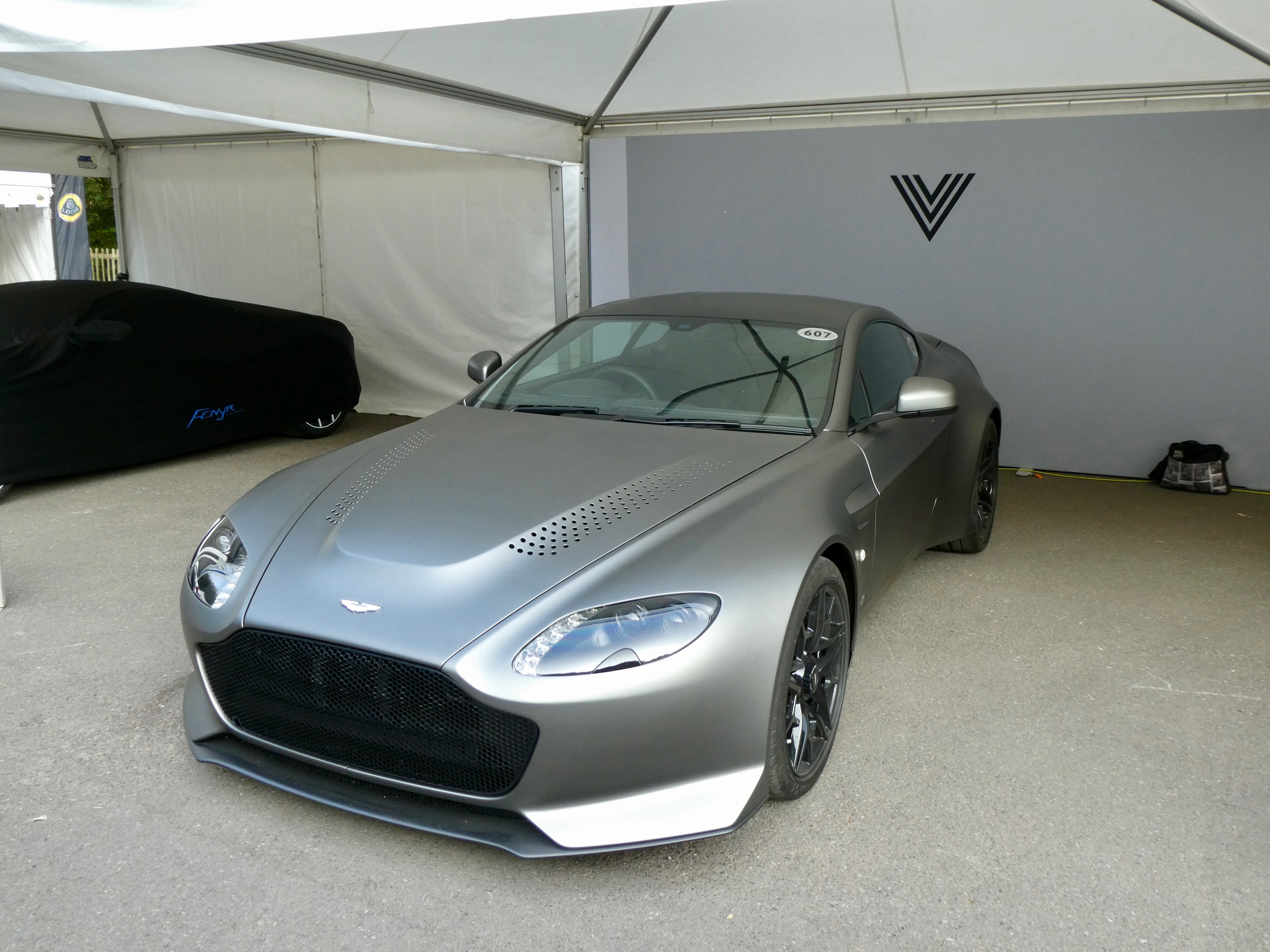
Modelo 2018

Es una edición muy limitada de solamente 14 unidades, de las cuales siete fueron construidos en carrocería cupé y otras siete roadster, siendo denominada "V12 Vantage V600". Estaba basado en el V12 Vantage S, pero potenciado hasta los 600 CV (592 HP; 441 kW), acoplado a una transmisión manual de siete velocidades. Serían fabricadas bajo pedido especial por parte de su división "Q by Aston Martin".
Estéticamente ha sido mejorado y revisado con una nueva defensa delantera, parrilla perforada y oscurecida con un nuevo diseño específico, un llamativo difusor trasero aerodinámico, además de la carrocería con un tratamiento exterior integral en fibra de carbono, cofre sobredimensionado y abultado con algunos respiraderos perforados y el lateral de la carrocería rediseñado, escape de titanio con cuatro salidas, rines de aleación forjados con monotuerca de seguridad central, amortiguadores pilotados ajustables en tres niveles, suspensión adaptativa, nuevas salpicaderas, aletas ensanchadas, entre otros cambios. Su diseño está inspirado en el anterior Vantage V600 de 1998 como un homenaje y a manera de despedida de esta generación, siendo así el último Vantage analógico, según declaraciones de la propia marca, cuya nomenclatura fue resucitada después de 20 años.
En su interior se también se encuentran materiales de fibra de carbono y aluminio anodizado en color negro que le aporta sobriedad, así como especial atención al diseño de los asientos tipo baquet de cuero perforados y un nuevo tapizado. Todo esto le aporta ligereza a la estructura, además de estrenar perforaciones específicas. El reposabrazos central está recubierto del mismo tipo de cuero que se emplea en las sillas de montar hechas a mano, mientras que el pomo de la palanca de cambios está hecha de metal mecanizado y el panel de instrumentos también con un nuevo diseño.
Las primeras entregas comenzarían hasta el tercer trimestre de 2018. También se estaba valorando la posibilidad de añadir el V12 biturbo del DB11 al Vantage de nueva generación.

## Cuarta generación (2018-presente)

### Diseño y especificaciones

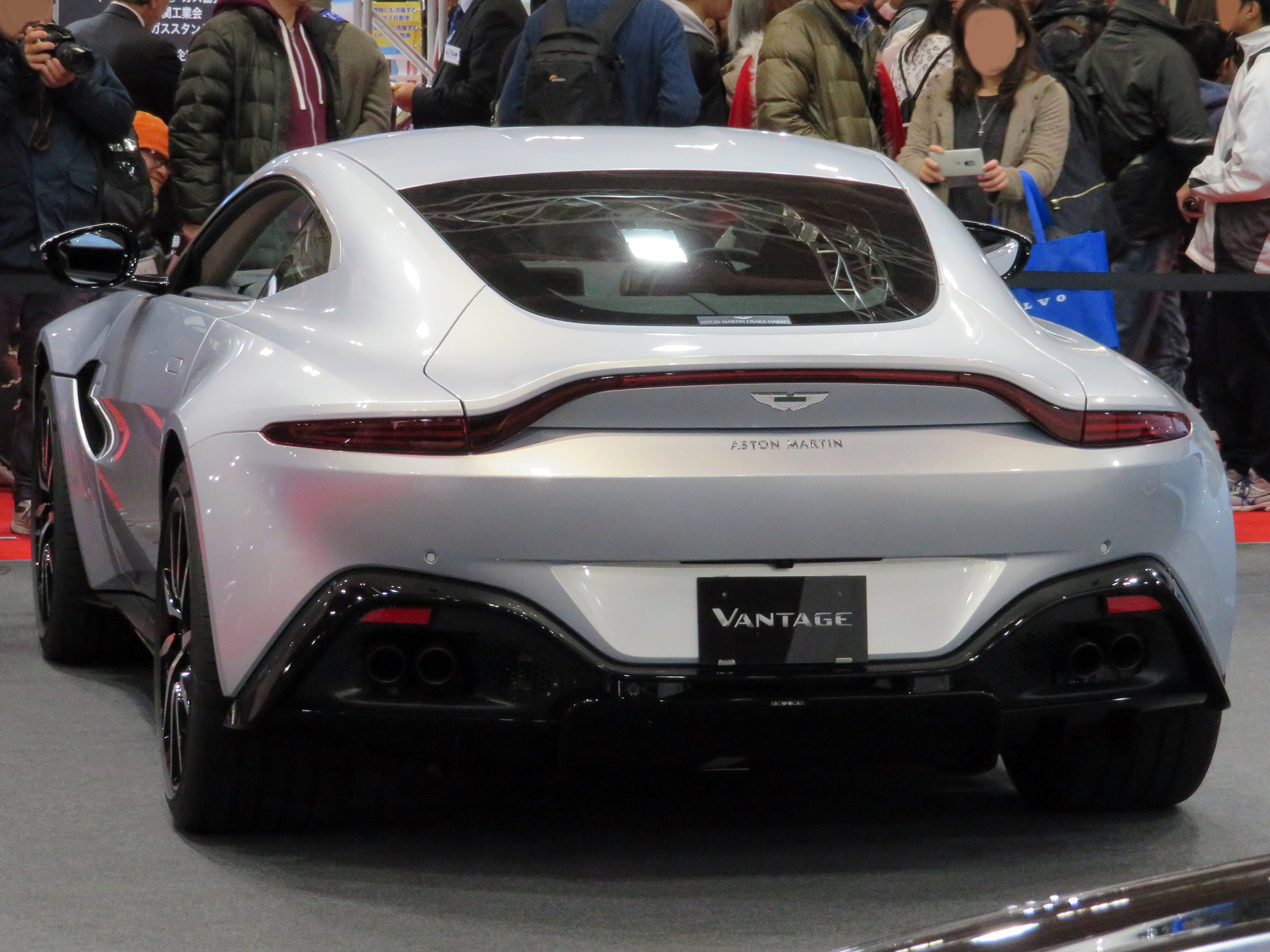
Vista trasera en el Salón del automóvil de Osaka de 2019

Desde la llegada del DB11 en 2016, anunciaban la esperada nueva generación del Aston Martin Vantage 2018, para reemplazar al modelo que llevaba casi 12 años en el mercado. Con este se pretendía posicionarlo como competencia directa del Porsche 911, entre otros rivales de la categoría.
En cuanto a diseño exterior, además de la elegancia del DB11, agregaba deportividad y dinamismo. Sus líneas son más agresivas que hacen recordar en la parte delantera al Vulcan, sobre todo por sus estrechos faros, su enorme parrilla o por el separador (splitter) delantero en fibra de carbono. Su aerodinámica cuenta con un lateral con notables tomas del aire y una puerta esculpida para dirigir dicho flujo. La parte trasera tiene cierta influencia del DB10, ya que cuenta con una firma lumínica con unos estrechos pilotos traseros y un difusor trasero.
No comparte plataforma con su predecesor, ya que toma como base la arquitectura de aluminio que presentó el DB11. Aunque se trata de una evolución, el fabricante afirma que el 70% de sus partes son completamente nuevos. Su cofre es muy largo con voladizos cortos, haciendo que su habitáculo biplaza esté casi sobre el eje trasero. Presenta una parte frontal con una caída y una parrilla mucho más grande que termina en un separador (splitter) para generar carga aerodinámica y que está acompañado de un fondo plano con canales para recircular el aire. Las líneas laterales conducen directamente a los anchos pasos de rueda y a una salida de aire para descargar de presión los pasos delanteros. En la parte trasera, tiene un grupo óptico de una sola pieza.
Está equipado con un V8 biturbo de 3982 cm³ (4 L; 243 plg³) de origen Mercedes-AMG, derivado de los acuerdos entre ambas marcas y que ya estaba disponible también en el DB11, el cual desarrolla una potencia máxima de 510 CV (503 HP; 375 kW) a las 6100 rpm y 685 N·m (505 lb·pie) entre las 2000 y 5000 rpm. Está acoplado a una transmisión automática ZF de ocho velocidades, que está montada sobre el eje trasero tipo "transaxle". Su peso se ha reducido a 1530 kg (3373 libras) con una distribución de peso perfecta de 50% en el eje delantero y 50% en el trasero, con lo que es capaz de acelerar de 0 a 100 km/h (62 mph) en 3.6 segundos y alcanzar una velocidad máxima de 314 km/h (195 mph). También tiene instalado un diferencial electrónico llamado "E-Diff" para mejorar considerablemente su dinamismo, el cual va asociado al control de estabilidad (ESP) y reacciona en función del comportamiento del coche, enviando el par a la rueda que más lo requiera absorber. Además, puede pasar de estar totalmente abierto a bloqueado al 100% en cuestión de milisegundos.
En su interior, los botones de la transmisión dispuestos en forma triangular y pasan a la parte inferior de la consola central. Arriba de estos se encuentra una pantalla de cristal líquido (LCD) flotante de 8 pulgadas (20,3 cm) con sistema multimedia "In-Car", navegación por satélite, una avanzada conectividad con Bluetooth, compatibilidad con iPod, iPhone y varias tomas USB, así como sensores y cámara de estacionamiento. Su habitáculo está esculpido con formas cóncavas con una consola central en cascada. Cuenta con materiales de primera calidad como cuero y alcantara, además de infinidad de opciones de personalización. El diseño de su tablero es diferente al modelo anterior, ya que no es tan depurado ni minimalista.
Bajo la carrocería tiene un nuevo chasis de aluminio, siendo una evolución del mismo que en el DB11, aunque el 70% de sus componentes son nuevos y específicos, además de contar con un bastidor auxiliar trasero de montaje sólido, suspensión delantera de doble brazo oscilante y trasera multibrazo con amortiguadores regulables en tres modos: Sport, Sport Plus y Track. Su V8 está montado lo más atrás posible en el chasis, es decir, prácticamente debajo del parabrisas y del tablero, a fin de lograr un centro de gravedad más bajo. Las primeras entregas empezarían durante el segundo trimestre de 2018.

### Vantage AMR

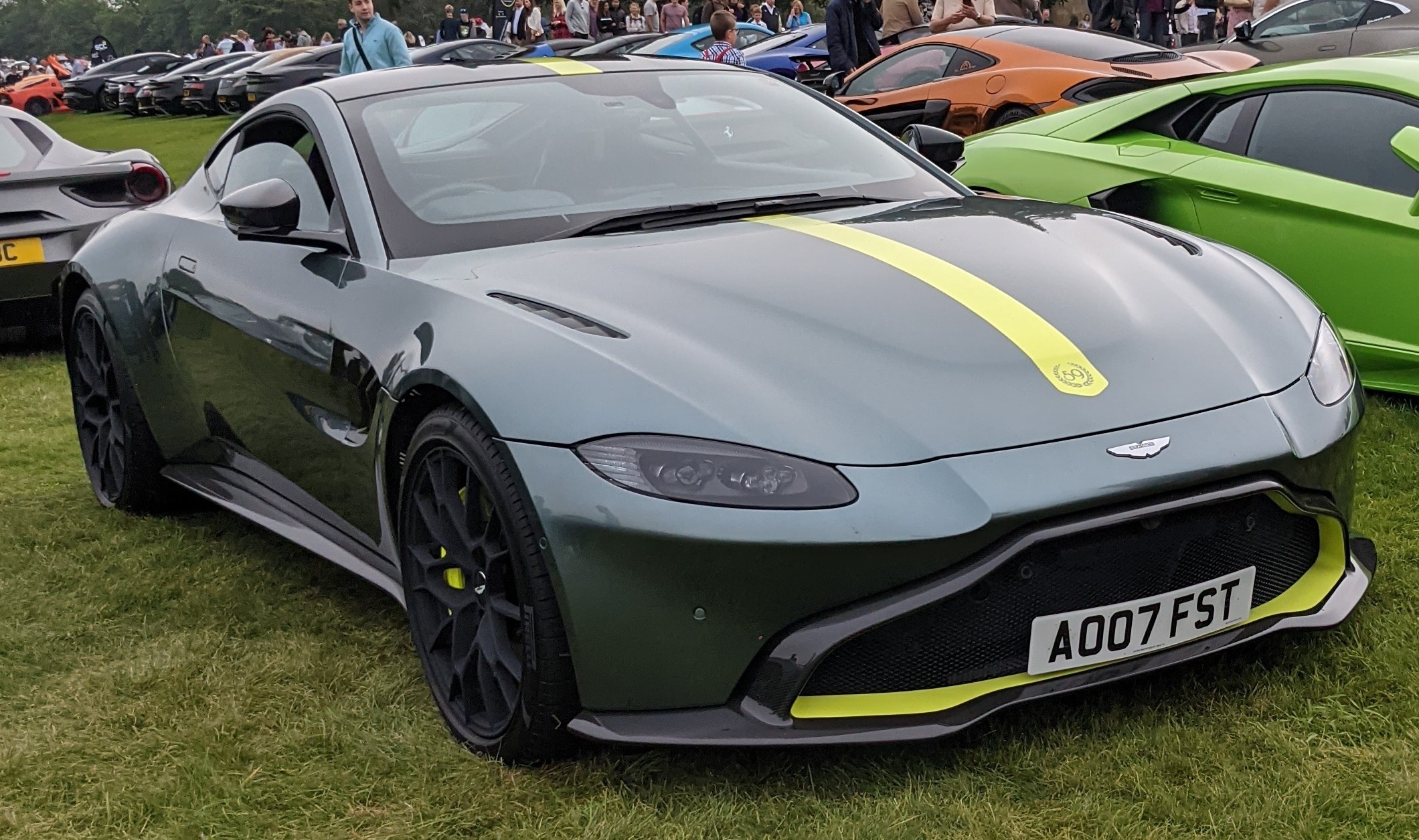
AMR de 2020

Hizo su debut en las 6 Horas de Spa-Francorchamps 2019, que parte de la base del Vantage de serie y con el mismo V8 biturbo de origen AMG con una nueva aleación, acoplado a una transmisión manual de siete velocidades, desarrollada por Graziano específicamente para este coche. Es el único modelo del mercado con el V8 AMG con transmisión manual, en la que la primera velocidad está hacia abajo y “separada” del resto de las marchas. Esto le permite al piloto que tenga las marchas usadas más frecuentemente, de la segunda a la séptima, dentro de la "H" que conforma el cambio, es decir, una configuración "dog-leg" ("pata de perro") donde la segunda y la tercera están en la misma línea, la cuarta y la quinta también, así como la sexta y la séptima. También incluye el sistema "AMSHIFT", que automáticamente la maniobra punta tacón, dando un golpe de acelerador al reducir una marcha para adecuar las revoluciones con la velocidad, es decir, la técnica del doble embrague, de tal forma que consigue los cambios más rápidos y suaves posibles y sin necesidad de dejar de pisar el acelerador. Adicionalmente, tiene instalado un diferencial autoblocante trasero con control electrónico.
Aunque tiene menos par que la versión normal con 625 N·m (461 lb·pie) a las 2000 rpm, es más ligero logrando ahorrar peso con 95 kg (209 libras) menos, gracias a la utilización de frenos cabono-cerámicos. Esto provoca que sea más lento, con una aceleración de 0 a 100 km/h (62 mph) en 4 segundos, mientras que su velocidad máxima se mantiene en 314 km/h (195 mph). Su chasis monocasco está ajustado y calibrado para que sea más radical y más comunicativo con el piloto, con unos amortiguadores adaptativos "Skyhook", así como el resto de elementos de la suspensión son comunes con el Vantage estándar.
Es una edición limitada a 200 unidades, de las cuales 141 estarían disponibles en colores Sabiro Blue (azul), Onyx Black (negro), China Gray (gris) o White Stone (blanco). Las últimas 59 unidades tendrían acabado "Vantage 59", que consta del color Stirling Green y Lime con un interior de cuero Dark Knight y alcantara, además de una exclusiva franja con puntadas Lime AMR. Se trata de una conmemoración de los 60 años de la victoria y segundo lugar logrados por el Aston Martin DBR1 en las 24 Horas de Le Mans de 1959. Las primeras entregas llegarían en el último trimestre de 2019.

### Vantage Roadster

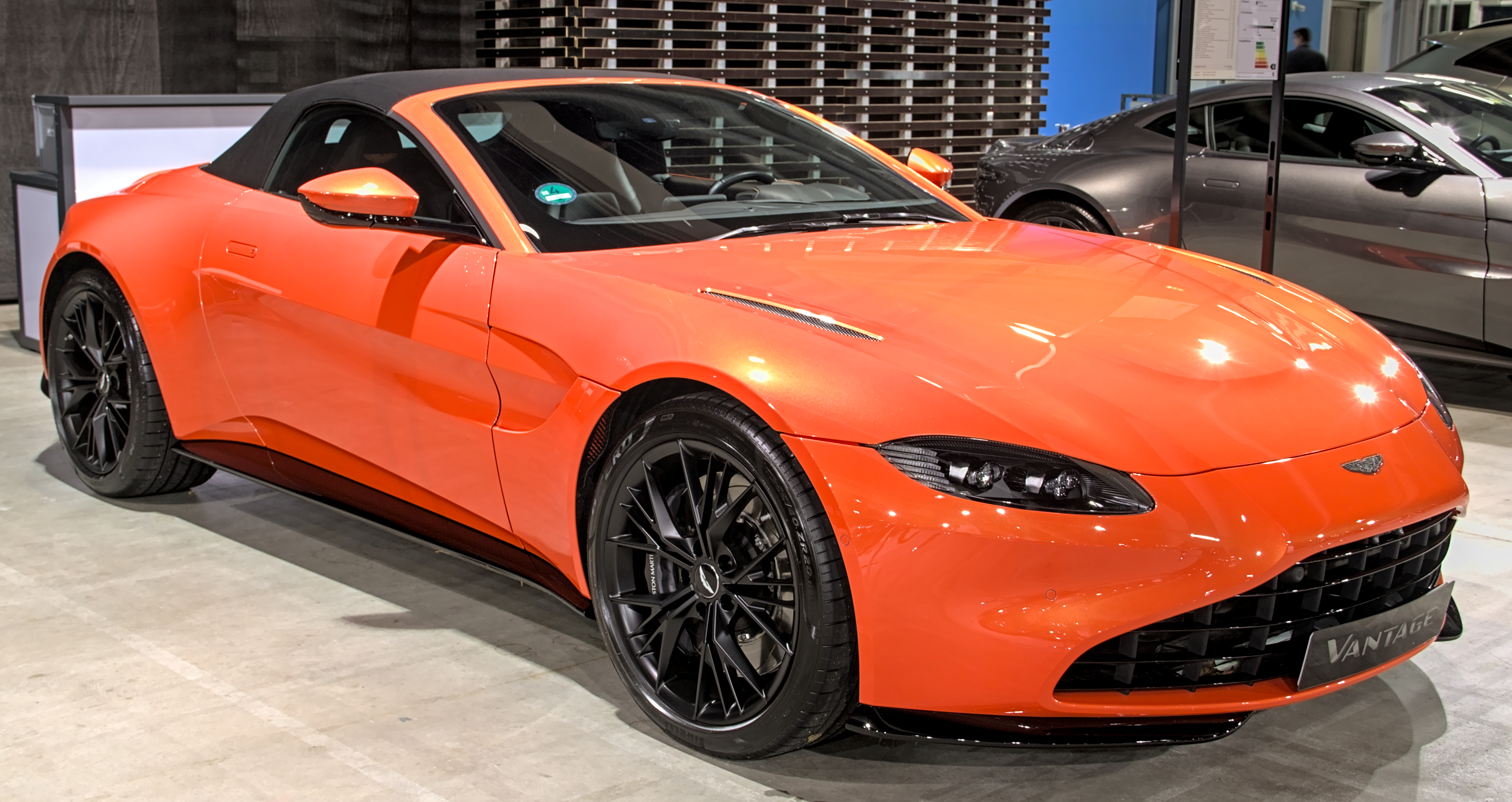
En el Salón del Automóvil de Zúrich de 2021

En octubre de 2019 se mostraron imágenes oficiales como adelanto del nuevo roadster de 2020 y, posteriormente, fue presentado en el Salón del Automóvil de Ginebra en marzo de 2020.
Su diseño característico se mantiene prácticamente intacto, aunque hay algunos detalles nuevos, tales como la parrilla con una imagen más tradicional, con unos listones horizontales cromados al estilo del DB11. Presenta nuevas tomas de aire a los costados del cofre y en la parte trasera se rediseña ligeramente el difusor trasero. Su principal característica es la capota de lona retráctil, aunque no ha sido necesario realizar demasiados cambios para quitar el techo rígido, debido a las formas de la carrocería. Dicha capota hecha a la medida, tiene un mecanismo de plegado en "Z" que es muy ligero y que permite la apertura y cierre más rápida en un convertible de accionamiento eléctrico, con apenas 6.7 segundos y se pliega en 6.8 segundos a velocidades de hasta 50 km/h (31 mph). Para guardar el techo se reduce la capacidad de la cajuela hasta los 200 litros (7,1 pies cúbicos), en comparación con los 350 litros (12,4 pies cúbicos) del cupé.
Mantiene el mismo V8 biturbo de 510 CV (503 HP; 375 kW) que el cupé. Su aceleración de 0 a 100 km/h (62 mph) es en 3.7 segundos, es decir, una décima más que el cupé, mientras que su velocidad máxima llega hasta los 306 km/h (190 mph) (8 km/h menos que el cupé). Aunque la transmisión manual de siete velocidades solamente estaba disponible en la versión AMR, también se podía ordenar posteriormente, según las preferencias del propio cliente.
Su peso se ha incrementado 60 kg (132 libras), quedando en 1590 kg (3505 libras) y logrando mantener así un comportamiento dinámico. Además, los ingenieros han trabajado para desarrollar paneles estructurales y componentes del chasis más optimizado que mantengan la rigidez estructural del vehículo y sin comprometer su capacidad dinámica. También cuenta con amortiguadores adaptativos, con especial énfasis específicamente en el eje trasero. A diferencia del cupé, se han realizado ajustes específicos, como una configuración a medida para los amortiguadores traseros, el software "Adaptative Damping System" y en el control de estabilidad (ESP), aunque conserva otras características dinámicas como el reparto vectorial de par y el diferencial electrónico para el eje trasero. Se pueden seleccionar los modos Sport, Sport+ y Track para ir aumentando progresivamente su capacidad de respuesta.
El interior es prácticamente igual que en el cupé, con esa gran consola central provista de varios botones y la pantalla táctil flotante de 8 pulgadas (20,3 cm), cuya tecnología es de origen Mercedes-AMG, así como los acabados y demás materiales que son totalmente personalizables. Con motivo del 70.º aniversario de la denominación Vantage, se ofrece opcionalmente la icónica parrilla "veleta" de la compañía, disponible tanto para el cupé como para el roadster. Los clientes también podrían escoger opcionalmente entre una nueva gama de diseños de rines de aleación, así como una gran variedad de acabados.

### V12 Speedster

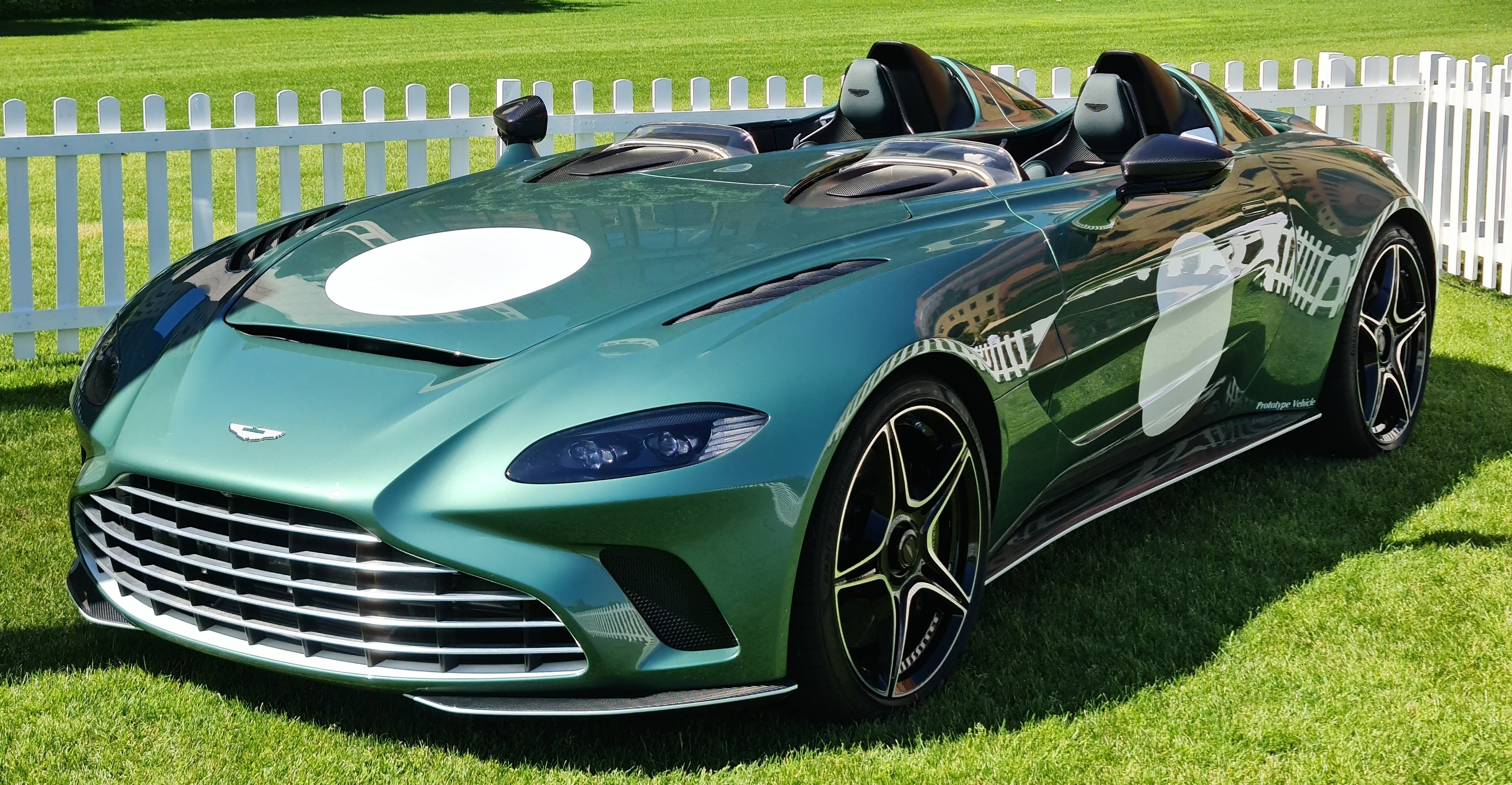
V12 Speedster

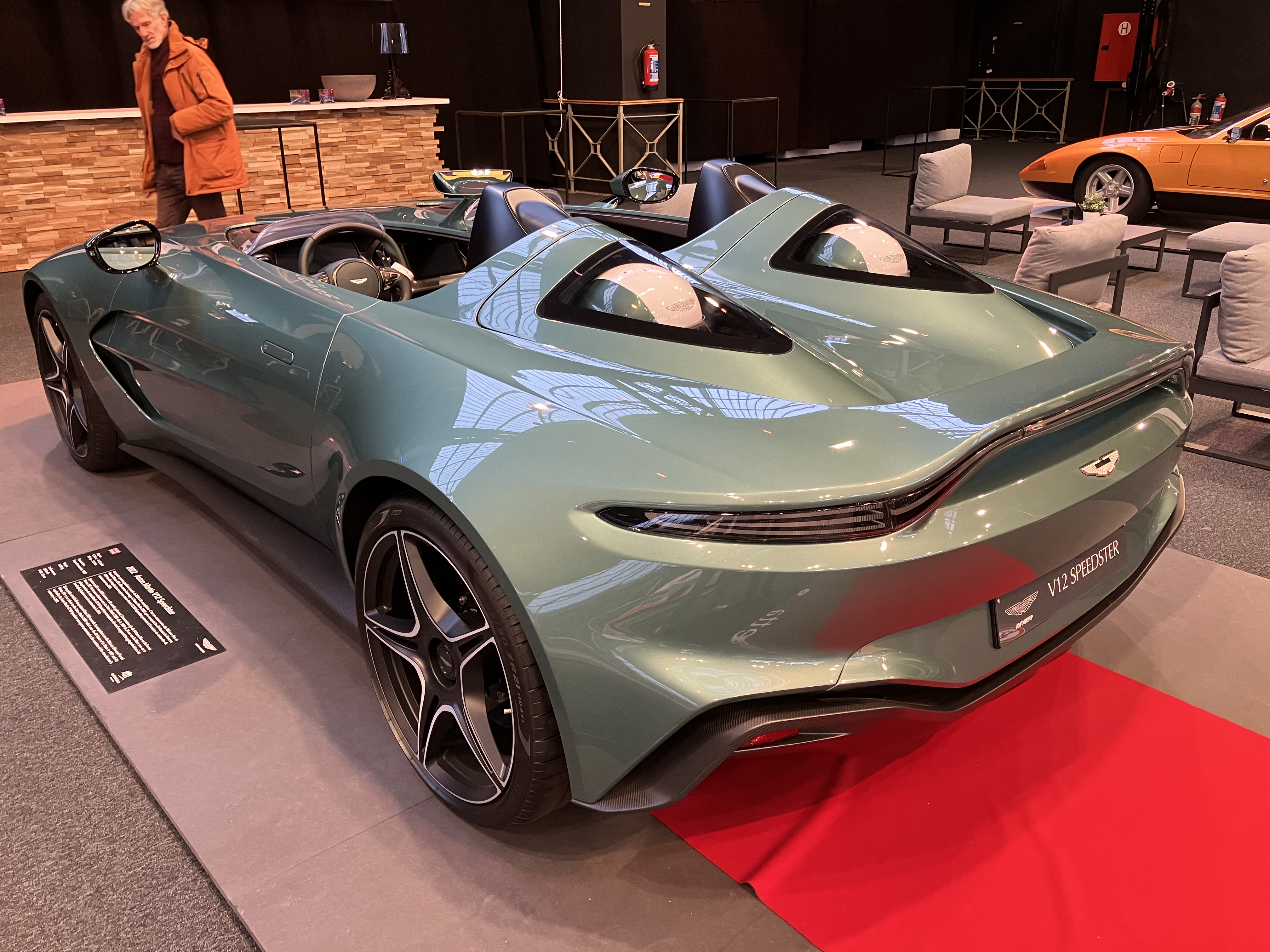
Vista trasera de un modelo 2022 mostrando las vainas de casco

Se trata de una variante descapotable sin parabrisas biplaza, siendo una edición muy limitada de la que solamente 88 unidades serían construidas a mano para todo el mundo. Las primeras entregas comenzarían en el primer trimestre de 2021. El fabricante comenzó a trabajar en el desarrollo de este proyecto durante poco más de doce meses sobre bases de modelos ya conocidas.
Su estructura es de aluminio, hecha usando como base la misma arquitectura y algunos elementos, tanto del Vantage como del DBS Superleggera. Los paneles de la carrocería son en su mayoría hechos de fibra de carbono. La suspensión delantera es de doble horquilla, mientras que la trasera es de tipo multibrazo, junto con muelles helicoidales y amortiguadores con ajuste de rigidez en tres niveles: "Sport", "Sport+" y "Track". Tiene rines monotuerca de 21 pulgadas (53,3 cm), fabricados en aleación forjada, con frenos de disco cerámicos de 410 mm (16,1 pulgadas) de diámetro los delanteros y de 360 mm (14,2 pulgadas) los traseros. Su diseño tiene cierta inspiración en la aeronáutica, particularmente con el McDonnell Douglas F/A-18 Hornet, así como en otros modelos clásicos del propio fabricante como el DBR1, que ganó las 24 Horas de Le Mans en 1959. 
En su interior, los pasajeros van completamente expuestos y separados entre sí por el túnel de transmisión y por una sección superior que recorre la carrocería desde el cofre hasta la parte trasera, eliminando la posibilidad de que haya una pantalla central en el tablero. Cuenta con materiales clásicos como el cuero, con asientos hechos con piel de silla de montar, aluminio mecanizado, cromo y fibra de carbono satinado, donde se mezcla una combinación entre modernidad y tradición. Frente al pasajero hay una bolsa de cuero extraíble con tiras rojas, a manera de guantera. Debajo de los asientos hay más espacio de para almacenar cosas. También tiene detalles de goma impresa en 3D.
Está equipado con el mismo V12 biturbo de 5204 cm³ (5,2 L; 317,6 plg³) que el DBS Superleggera, aunque su potencia máxima se ha reducido de 725 a 700 CV (715 a 690 HP) (533 a 515 kW) y 753 N·m (555 lb·pie) de par máximo, el cual está acoplado a una transmisión ZF de ocho velocidades y a un diferencial de deslizamiento limitado trasero, con lo que es capaz de alcanzar una velocidad máxima de 300 km/h (186 mph) limitada electrónicamente y acelerar de 0 a 100 km/h (62 mph) en 3.5 segundos. Su sistema de escape está hecho de acero inoxidable especialmente desarrollado, que permite que el sonido salga por la parte central-trasera del coche.

### Coche de seguridad

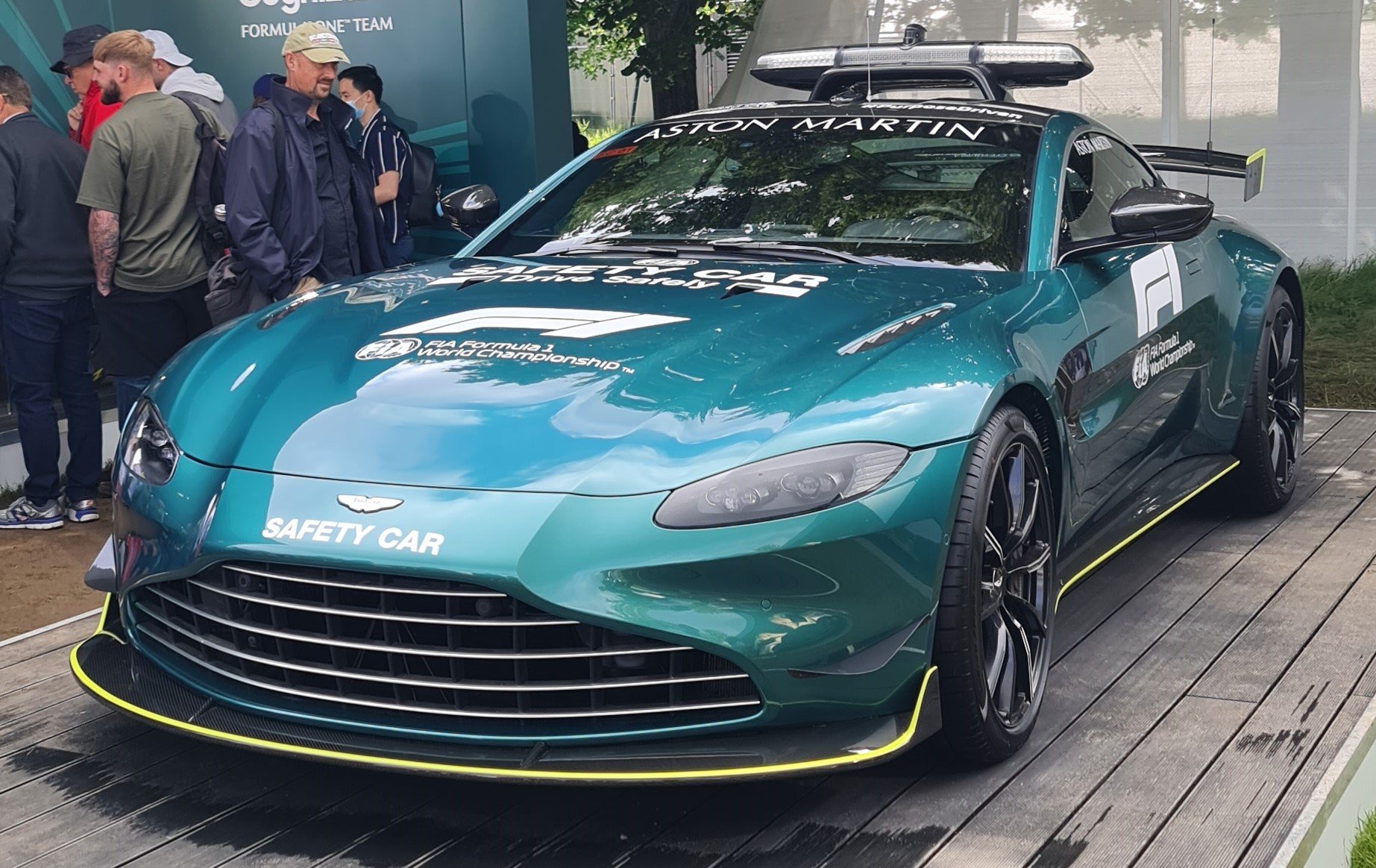
Vantage V8 como Safety Car de la Fórmula 1

Para la Temporada 2022 de Fórmula 1 se alternaban dos marcas de coches de seguridad: Aston Martin desde 2021 junto con Mercedes-AMG desde 1996, ambos pilotados por Bernd Mayländer. El Vantage Safety Car es de color Racing Green (verde de competición), así como acentos y decoraciones en Lime Green (verde lima). Este tono fue desarrollado especialmente para conmemorar el regreso de Aston Martin a la Fórmula 1 después de más de sesenta años.
Cuenta con el mismo V8 biturbo de 3982 cm³ (4 litros) del cupé normal, pero con la potencia incrementada a 535 CV (528 HP; 393 kW) y el par máximo se mantiene en 685 N·m (505 lb·pie). Es capaz de acelerar de 0 a 100 km/h (62 mph) en 3.5 segundos y una velocidad máxima declarada de 325 km/h (202 mph). Ha sido modificado principalmente en la suspensión, chasis y aerodinámica, para garantizar que pueda liderar al grupo de coches de Fórmula 1 a una velocidad suficiente para mantener la temperatura de sus neumáticos. Adicionalmente, el separador (splitter) delantero genera 155,6 kg (343 libras) de carga aerodinámica ("downforce") a 200 km/h (124 mph), es decir, 60 kg (132 libras) más en comparación con el Vantage de calle a esa misma velocidad. El sistema de refrigeración también cambia, ya que uno de los requerimientos indispensables para que un coche de seguridad de la Fórmula 1 pueda correr a toda velocidad y luego detenerse por completo sin necesidad de hacer vuelta de enfriamiento. Para ello, se ha agregado la experiencia adquirida con el Vantage GT4 de carreras, cuyo sistema ha probado su fiabilidad bajo las condiciones más extremas.
En su interior, cuenta con dos pantallas en las que se puede ver la retransmisión de TV en vivo, el tablón de cronometraje o el posicionamiento de todos los coches en pista. Desde el tablero también se puede accionar la sirena, acceder a las comunicaciones por radio o modificar los led de la barra de luces sobre el techo. El coche está conectado en todo momento a los comisarios de la FIA, lo que permite ver al piloto y copiloto qué bandera ondea en cada uno de los sectores de la pista.

### Vantage F1 Edition

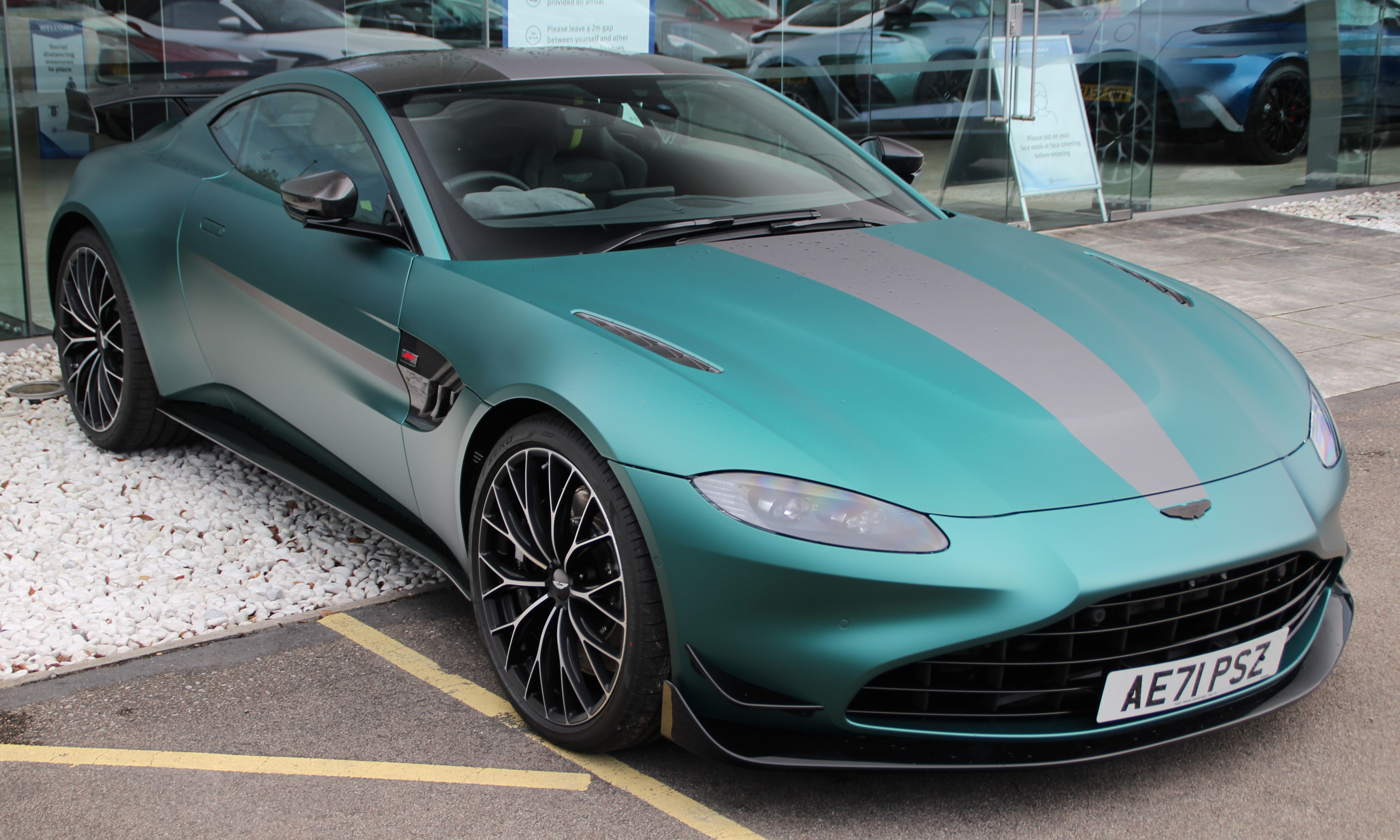
V8 F1 Edition

Para celebrar su regreso a la Fórmula 1, el fabricante inglés pondría a la venta el Vantage F1 Edition, el cual está inspirado en el Safety Car. Es prácticamente el mismo que se veía a lo largo del campeonato, excepto que no contaría con la torreta ni con las calcomanías que son exclusivas del coche de seguridad. La carrocería está pintada en Aston Martin Racing Green (verde de competición) y detalles en color Solid Matte Dark Grey (gris) con un acabado metálico.
Tiene características para darle mayor potencia, además de habérsele incorporado un nuevo chasis y otras mejoras, con un diseño que también le otorga una fuerza aerodinámica delantera y trasera positiva para 200 kg (441 libras) de carga aerodinámica extra. Es una réplica exacta del modelo que sería parte en la Fórmula 1, incluyendo el mismo V8 biturbo de 3982 cm³ (4 litros) del cupé normal, pero con la potencia incrementada a 535 CV (528 HP; 393 kW), con lo que se convertiría en la versión más rápida de la gama. El motor está acoplado a una transmisión automática de ocho velocidades, la cual ha sido mejorada para facilitar la gestión del par en conducción deportiva. En cuanto al chasis se incrementó la rigidez, especialmente en el eje delantero, con lo que se mejora la respuesta de la dirección. En el eje trasero, los amortiguadores toman ventaja de la carga aerodinámica, que agrega un nuevo alerón de gran tamaño. También se han mejorado otros detalles, tales como un perfil más bajo que ofrece una mejora sustancial en su manejo, un alerón trasero y rines de 21 pulgadas (53,3 cm).
Su decoración contempla una paleta de colores y distintas opciones de acabados, incluyendo el Racing Green, el mismo que luce el monoplaza de la escudería inglesa. El resto de las opciones de color son el Jet Black (negro) y Lunar White (blanco), tanto en acabado satín o brillante, así como gráficos de carrera en distintos tonos. El interior presenta tapicería y acabados en Obsidian Black Leather (cuero negro) y Phantom Grey (alcantara gris fantasma), además de acentos de color en verde lima, negro, gris o rojo. Estaría disponible tanto en carrocerías cupé como roadster, con una parrilla especial, detalles en fibra de carbono, rótulos exclusivos y el nuevo diseño de rines de aleación Satin Black Diamond Turned. Se empezarían a entregar a sus propietarios a partir de mayo de 2021.

### V12 Vantage
Su producción estaba limitada a 333 unidades, al ser el tope de la gama de este modelo, según el propio fabricante. Sus primeras entregas estarían programadas para el segundo trimestre de 2022, de los cuales todos han sido vendidos. Esta es considerada como una edición final de despedida.
Las principales modificaciones se centran en la reducción de peso y en la mejora aerodinámica. Tiene un paquete de carrocería diseñado especialmente para la ocasión, compuesto por nuevas defensas, cofre y tapa de la cajuela, todo hecho en fibra de carbono. La batería de serie se ha sustituido por una más ligera, sumándose un nuevo sistema de escape de acero inoxidable ligero con doble salida en disposición central, que supone una reducción de aproximadamente 7,2 kg (16 libras). También cuenta con un nuevo sistema de suspensión con amortiguadores adaptativos, así como nuevas barras estabilizadoras y muelles un 50% más rígidos en la parte delantera y un 40% en la trasera, mientras que la dirección ha sido ajustada y recalibrada. Es posible escoger entre dos diseños de rines de aleación de 21 pulgadas (53,3 cm) con unos neumáticos Michelin Pilot 4S de medidas 275/35 R21 delanteros y 315/30 R21 los traseros. Los frenos de disco son de compuesto carbono-cerámicos de 410 mm (16,1 pulgadas) de diámetro con pinzas de seis pistones delanteros y 360 mm (14,2 pulgadas) con pinzas de cuatro pistones los traseros, que también permiten reducir todavía más el peso en 23 kg (50,7 libras), con respecto a unos convencionales de acero.
Tenía muchas opciones de personalización para el interior, con inserciones de cuero o alcantara para los asientos elaborados en fibra de carbono y con ajustes manuales. Está equipado con un V12 de 5204 cm³ (5,2 litros) que produce una potencia máxima de 700 CV (690 HP; 515 kW) a las 6500 rpm y 753 N·m (555 lb·pie) de par máximo a las 1800 rpm, el cual está acoplado a una transmisión automática ZF de ocho velocidades, junto con un diferencial de deslizamiento limitado mecánico. Con esto, es capaz de acelerar de 0 a 100 km/h (62 mph) en menos de 4 segundos y alcanzar una velocidad máxima de 322 km/h (200 mph). Según el propio fabricante, esta versión mejora la relación potencia a peso al ser más ligero con respecto del V8 en un 20%, con 390 CV por tonelada, para un total de 1795 kg (3957 libras), gracias al uso intensivo de fibra de carbono. Su carrocería genera 204 kg (450 libras) de carga aerodinámica a velocidad máxima.

#### V12 Vantage Roadster
Fue presentado en la semana del automóvil de Monterey de 2022. Ha sido la variante descapotable del Vantage más potente hasta ese momento, con el mismo V12 biturbo de 5204 cm³ (5,2 L; 317,6 plg³) que en la versión cupé, DB11 y DBS Superleggera, el cual produce una potencia máxima de 700 CV (690 HP; 515 kW) a las 6500 rpm y 753 N·m (555 lb·pie) de par a las 5500 rpm, lo que le permite acelerar de 0 a 100 km/h (62 mph) en poco más de 3.5 segundos y alcanzar una velocidad máxima de 322 km/h (200 mph). El motor va acoplado a una transmisión automática ZF de ocho velocidades.
Los frenos de disco son los mismos del V12 cupé, hechos de compuesto carbono-cerámico de 410 mm (16,1 pulgadas) de diámetro con pinzas de seis pistones los delanteros; y de 360 mm (14,2 pulgadas) con cuatro pistones los traseros. Los rines son de 21 pulgadas (53,3 cm) con neumáticos de alto rendimiento Michelin Pilot 4S de medidas 275/35 delanteros y 315/30 los traseros. La suspensión tiene amortiguadores regulables, una vez adaptado al este modelo descapotable con techo de lona. Además, el sistema de escape ha sido reemplazado por otro más ligero y compacto, mientras que carece del gran alerón trasero del cupé, ya que en el roadster es opcional.
Su producción estaba limitada deliberadamente a 249 unidades, todas ya vendidas con antelación.

## En competición

### N24

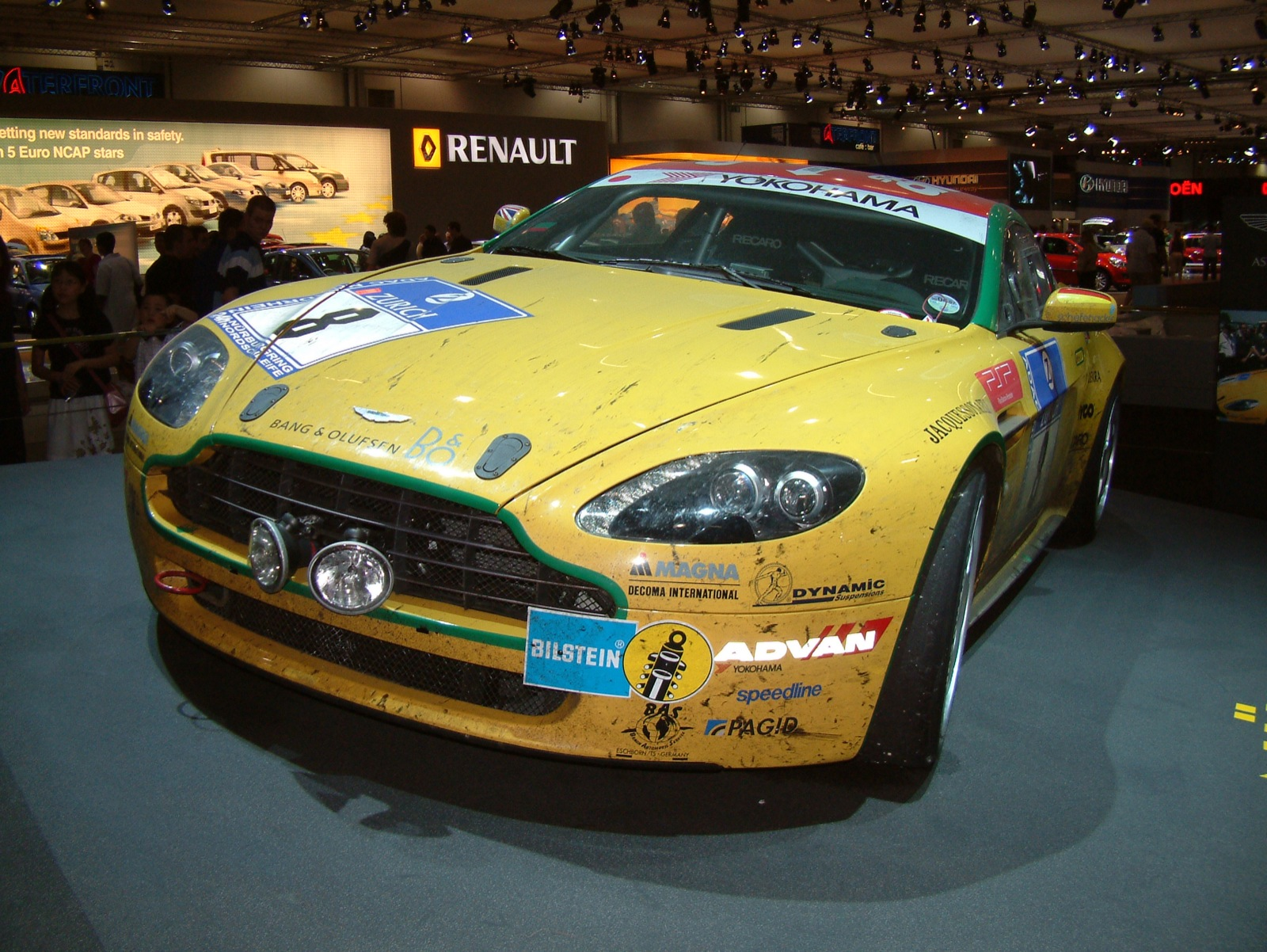
V8 Vantage N24 para participar en las 24 Horas de Nürburgring.

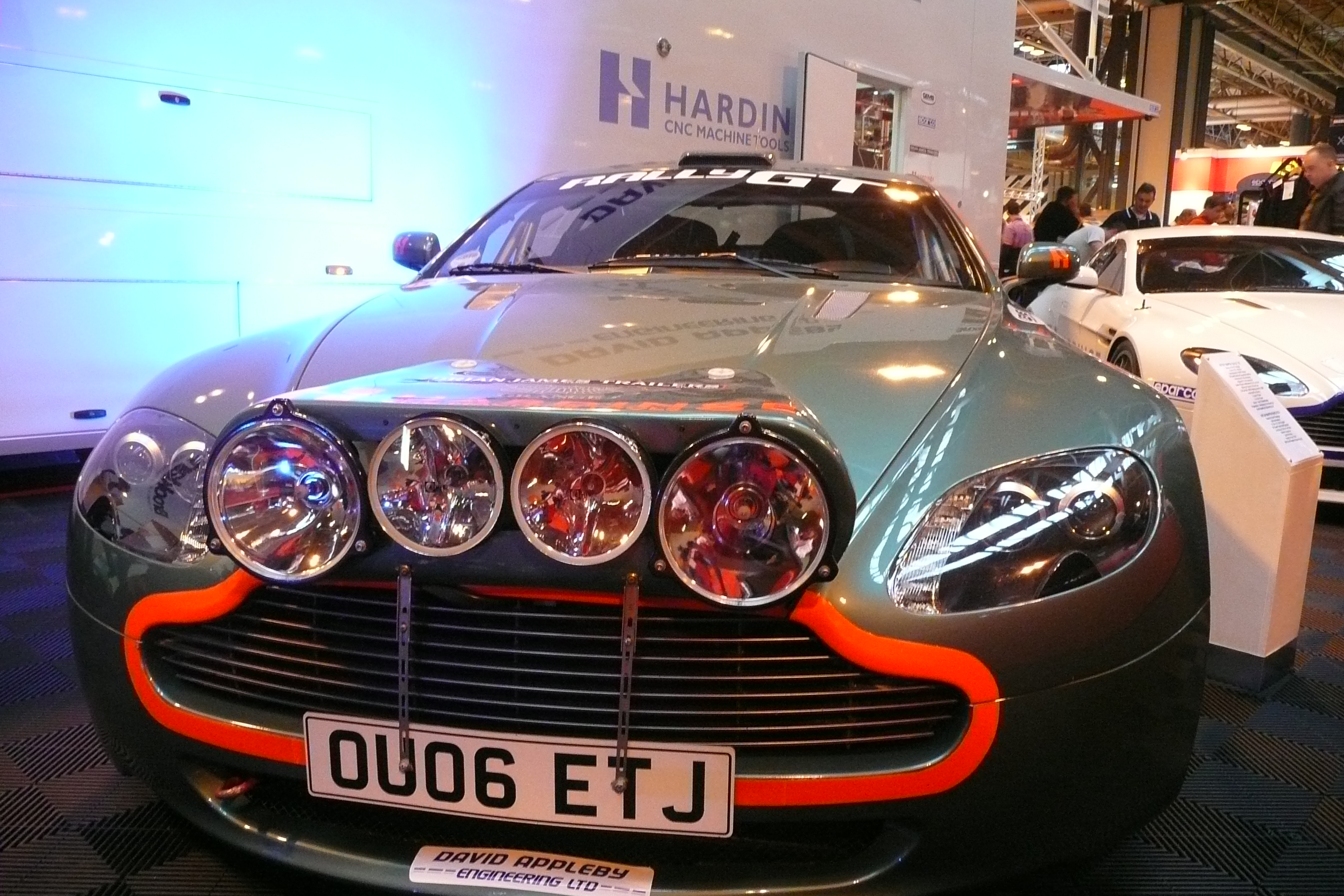
Rally GT en el Autosport International de 2010

En 2006 se presentó el Aston Martin V8 Vantage de competición para las 24 Horas de Nürburgring, una carrera de resistencia. El coche, que se conoce como V8 Vantage N24, fue impulsado por el director ejecutivo de Aston Martin Dr. Ulrich Bez, por el ingeniero Chris Porrit y el piloto Wolfgang Schuhbauer.
El coche terminó 4.º en su clase y 24.º en la clasificación general. Si bien la esencia es muy parecida al cupé convencional, sus modificaciones incluyen la eliminación de la mayoría de los aditamentos interiores, incluyendo los asientos, sustituidos por un solo asiento Recaro para el conductor.
Más tarde ya en 2006, Aston Martin confirmaba que tenía previsto usar el V8 Vantage N24 en una competencia similar a la "Porsche 911 GT3 Cup" llamada "Aston Martin Asia Cup" (AMAC). La competición es idéntica, pero en diversos circuitos de Asia. El V8 Vantage N24 es legal para su uso en la GT4, las VLN, y la Gran copa AM y otras series de automóviles nacionales.
El N24 fue ofrecido al programa Top Gear, en una búsqueda para encontrar el mejor camino para la competencia en Europa. El coche fue objeto de críticas por Richard Hammond y Jeremy Clarkson por su falta de aire acondicionado y algunos otros detalles.
A finales de 2008, Aston Martin estrenó una versión actualizada del N24, conocida como el V8 Vantage GT4. Su principal novedad eran los nuevos V8 de 4735 cm³ (4,7 litros) que también debutó en la producción de su rediseño. La suspensión y los frenos también se habían mejorado.

#### Rally GT
El V8 Vantage Rally GT fue desarrollado junto con el N24, presentando modificaciones similares a Prodrive para su uso en competición. Sus únicas modificaciones incluyen un ligero aumento de potencia en su V8 de 4280 cm³ (4,3 litros) a 420 HP (426 CV; 313 kW) y una relación en la caja de cambios, además de un chasis estándar también modificado para darle seguridad y rigidez torsional. Fueron utilizados por la Carrera, como parte de la línea de automóviles en 2006.

### GT2, GT3 y GT4

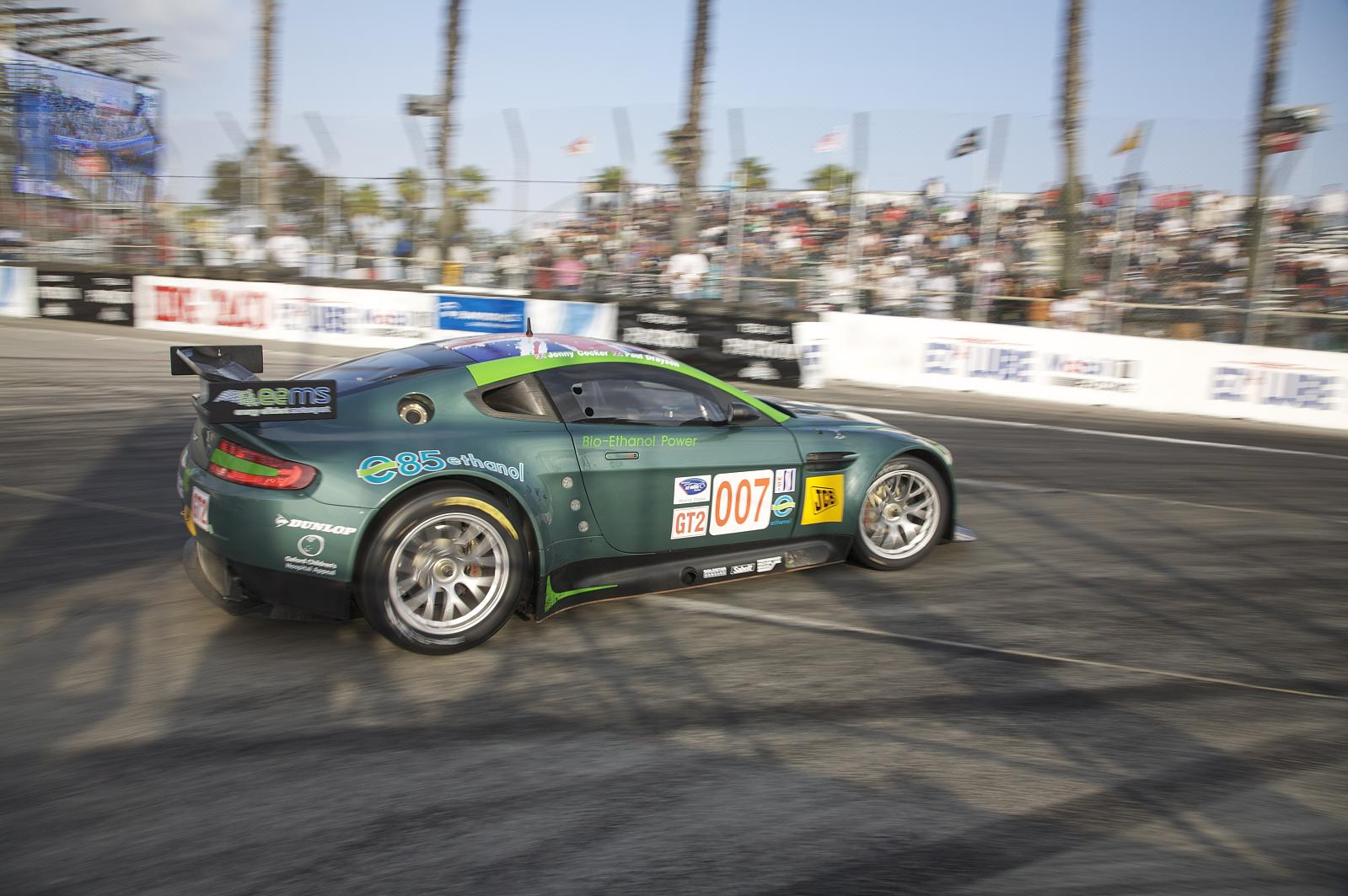
Debut del GT2 del equipo Drayson-Barwell en la Le Mans Series de 2008 en Long Beach.

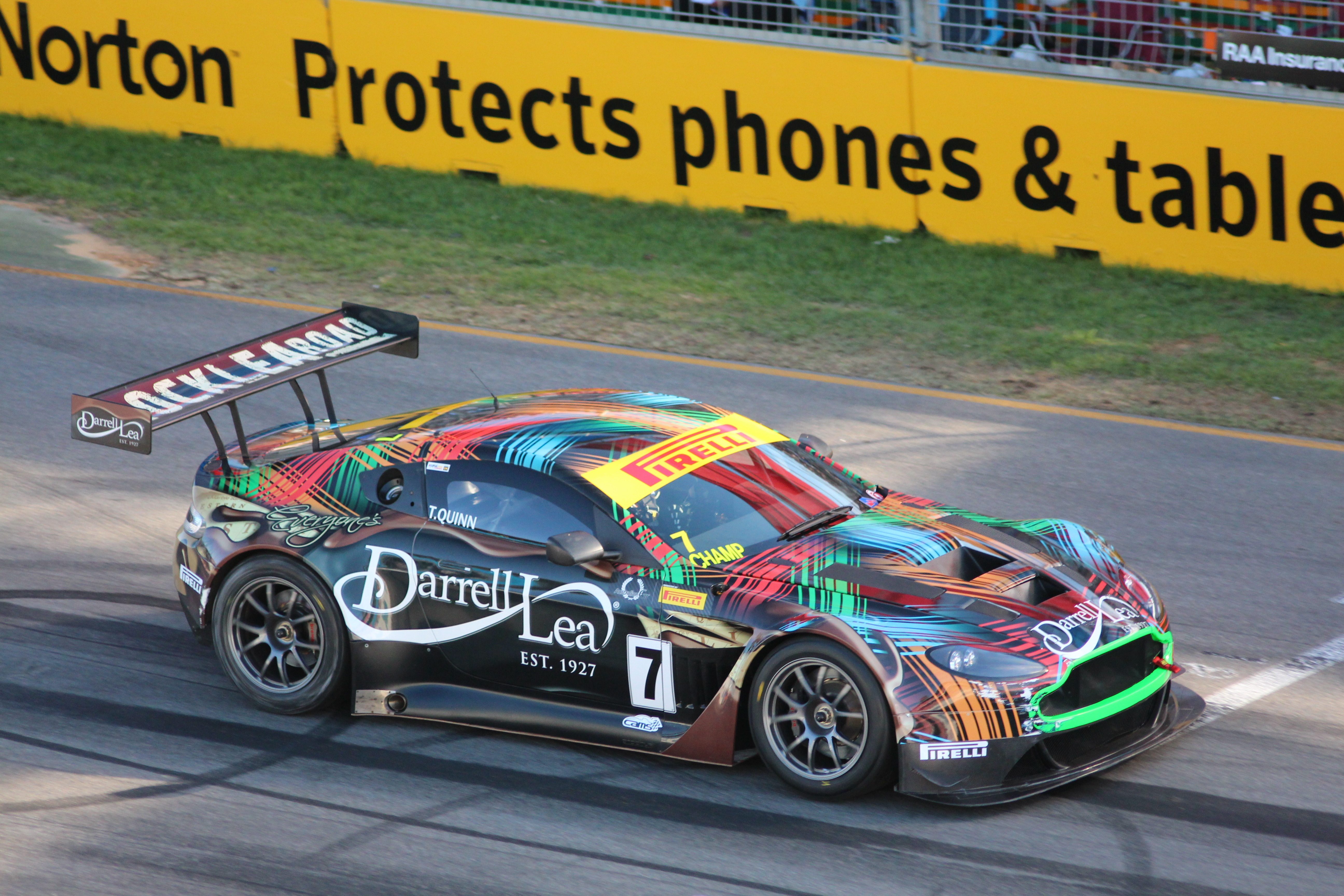
Vantage GT3 en los 500 km de Adelaida (Clipsal) de 2013

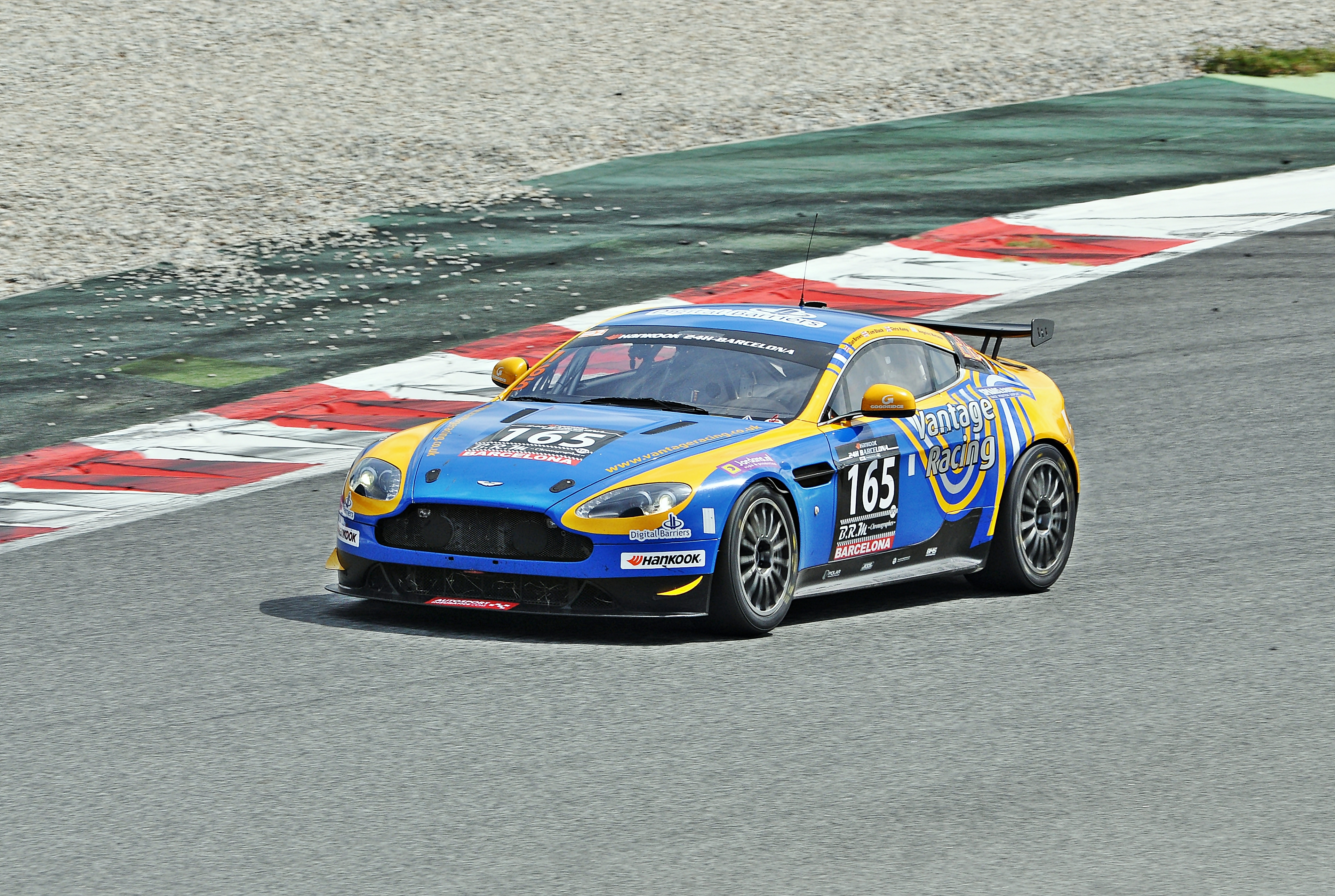
GT4 en las 24 Horas de Barcelona el 5 de septiembre de 2015 en el circuito de Cataluña

El V8 Vantage GT2 debutó durante la segunda semana de enero de 2008 en Birmingham, dentro de la exposición Autosport International. Es la más potente de carreras del V8 Vantage. Diseñado para satisfacer a la FIA y ACO para la serie GT2 y sus reglamentos, el Vantage se convierte en un coche para el Campeonato FIA GT, la American Le Mans Series, la European Le Mans Series estrenándose el 5 de abril de ese mismo año en Barcelona luciendo los colores de Gulf y, posteriormente, participaría en las 24 Horas de Le Mans. Había sido ajustado para ser capaz de funcionar con etanol E85 o gasolina, dependiendo de las pruebas que lo permitían, como la ALMS.
El V8 Vantage GT2 tuvo su debut en el Gran Premio de Long Beach de 2008, conducido por Paul Drayson, un exministro de Estado del Reino Unido y Jonny Cocker, siendo en 2004 cuando ganó el GT británico. El coche también se ejecutaría con combustible E85.
James Watt también planeaba participar en la Le Mans Series, aunque el coche no pudo iniciar la carrera de debut debido a problemas mecánicos.
La versión GT3 de carreras estaba basada en el V12 Vantage de producción, que serviría como el reemplazo para el ya antiguo DBRS9 y sería visto en acción primeramente desde 2012 contra rivales como el Porsche 911 GT3 Cup. Con esto, la adición del nuevo Vantage GT3 a la flota de coches de carreras de Aston Martin, estaría compuesta de cinco diferentes modelos, tales como el GT2, GT4, DBR9 GT1 y, recientemente revelado en ese momento, también el AMR-One LMP1. Este hecho convertía a Aston Martin en el único fabricante en ofrecer un coche de carreras para cada clase GT. El V12 Vantage GT3 de 2012 sería elegible para numerosas series de carreras alrededor del mundo, incluyendo el Campeonato FIA GT3, ADAC Fórmula Masters, Nürburgring VL, Blancpain Endurance Series, British GT, Belcar, Open GT, entre otros.
Al estar diseñado para cumplir las regulaciones de la FIA, el nuevo Vantage GT3 estaba fabricado alrededor de la arquitectura VH de aluminio del Vantage con un V12 ligero de cárter seco de 5935 cm³ (5,9 litros), posicionado todavía más atrás para optimizar el balance del peso. Otras características incluían una transmisión semiautomática Xtrac Limited de seis velocidades con paletas detrás del volante, así como nuevos sistemas ABS y de control de tracción desarrollados especialmente para las carreras, optimizados específicamente para este modelo. La potencia máxima estaba estimada en alrededor de 600 HP (608 CV; 447 kW) y 700 N·m (516 lb·pie) de par máximo, enviados a las ruedas traseras a través de un eje de fibra de carbono. Su peso final era de solamente 2756 libras (1250 kg). Los rines tenían medidas de 12,5 x 18 pulgadas (31,8 x 45,7 cm) en el eje delantero y de 13 x 18 pulgadas (33,0 x 45,7 cm) en el trasero.
La división de competición de Aston Martin Racing lanzó la versión GT4 en 2009 y ha vendido más de 80 unidades a equipos de todo el mundo. Sus mayores logros en las pistas fueron en 2010, con la victoria en la Copa de Europa GT4, así como los triunfos en las 24 Horas de Dubái, Nürburgring y 24 Horas de Spa. Con este se podía competir en la copa monomarca británica y en todos los campeonatos mundiales bajo la reglamentación FIA GT4. Para esto, se diseñó una nueva aerodinámica que mejoraba la carga y la refrigeración. El deflector delantero proporcionaba más carga aerodinámica ("downforce") y canalizaba más aire a los frenos delanteros y al radiador. En la parte trasera tenía un difusor rediseñado que también aumentaba la carga, mientras que los bajos distribuyen más aire a la transmisión y radiador traseros. Su V8 recibió una reprogramación electrónica que, según la marca, "incrementaba la potencia y el par". La última gran mejora era la posibilidad de instalar por primera vez ABS y control de tracción, ambos desarrollados por Bosch Motorsport para el Vantage GT4.

### GTE

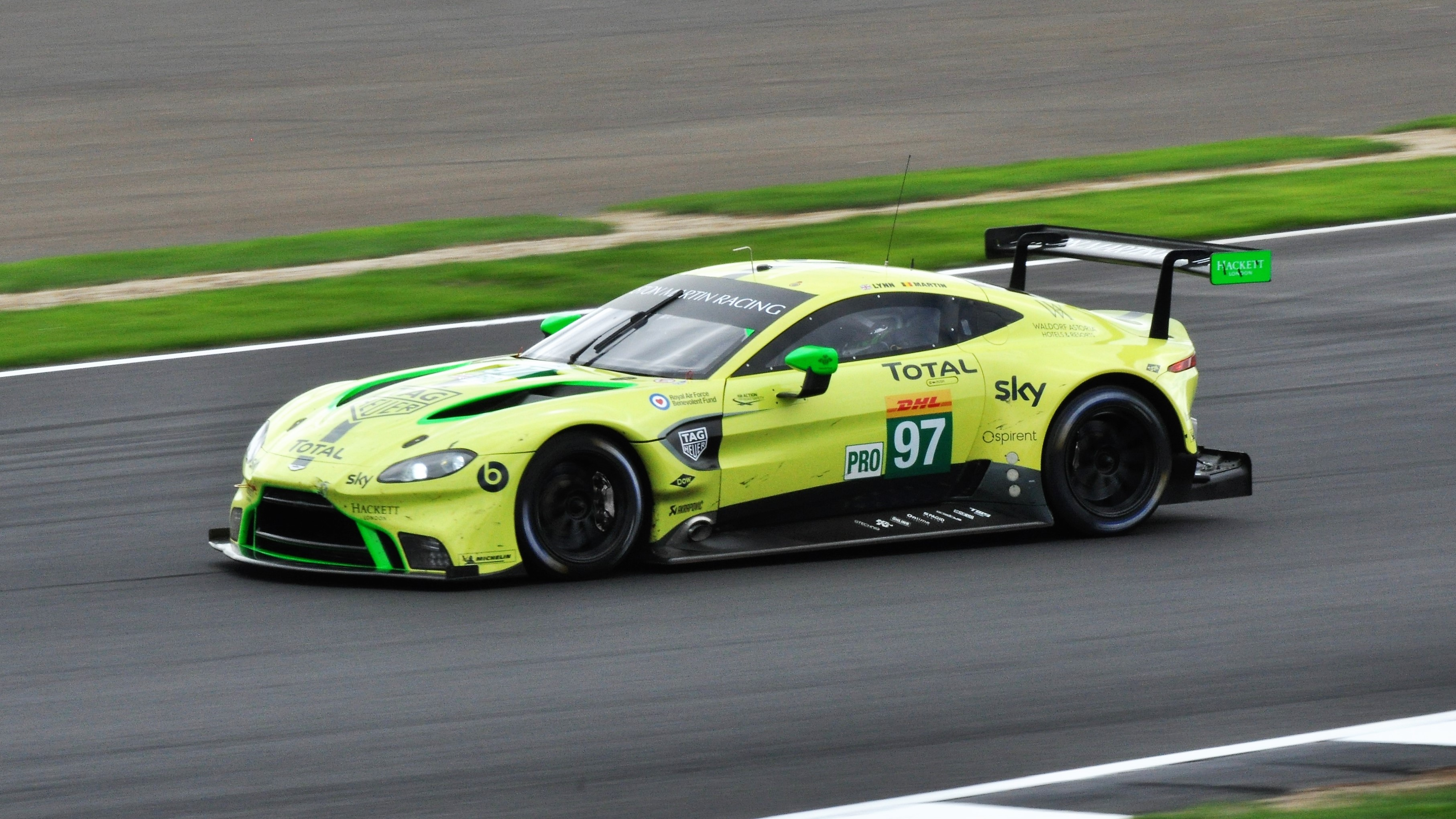
Vantage GTE en el circuito de Silverstone en 2018

Creado para cumplir con las estrictas normas de la clase GTE de la FIA, el Vantage GTE de 2018 incluye modificaciones en el tren motriz, chasis y aerodinámica. Está diseñado íntegramente en la sede central Aston Martin Racing en Banbury, Reino Unido, a cargo de la guía del Director Técnico Dan Sauers, quien también dirigió el diseño y desarrollo del V8 Vantage GTE más reciente, con 37 de las 51 victorias internacionales del equipo, incluyendo dos en las 24 Horas de Le Mans de 2017.
Esta versión llevaba tiempo haciendo pruebas al haber realizado más de 13 000 km (8078 millas), incluyendo una ininterrumpida durante 30 horas en el circuito de Navarra y otra prueba de fiabilidad en el Sebring International Raceway de Florida. Estas dos pruebas han sido un exitosas, confirmado así la fiabilidad de esta versión.
El Vantage 2018 está equipado con una derivación del V8 de origen Mercedes-AMG que desarrolla una potencia superior a los 500 HP (507 CV; 373 kW) y un par máximo de 700 N·m (516 lb·pie), que también incluye un turbocompresor BorgWarner, sistema de escape de Akrapovič y una transmisión automática secuencial Xtrac Limited de seis velocidades. Otros componentes, tales como los frenos ventilados con pinzas de seis pistones en el eje delantero y cuatro en el trasero, han sido desarrollados conjuntamente con Alcon, mientras que los amortiguadores son provistos por Öhlins, así como neumáticos específicos Michelin en rines TWS de 18 pulgadas (45,7 cm). Su peso total en seco es de 1245 kg (2745 libras).

### DTM

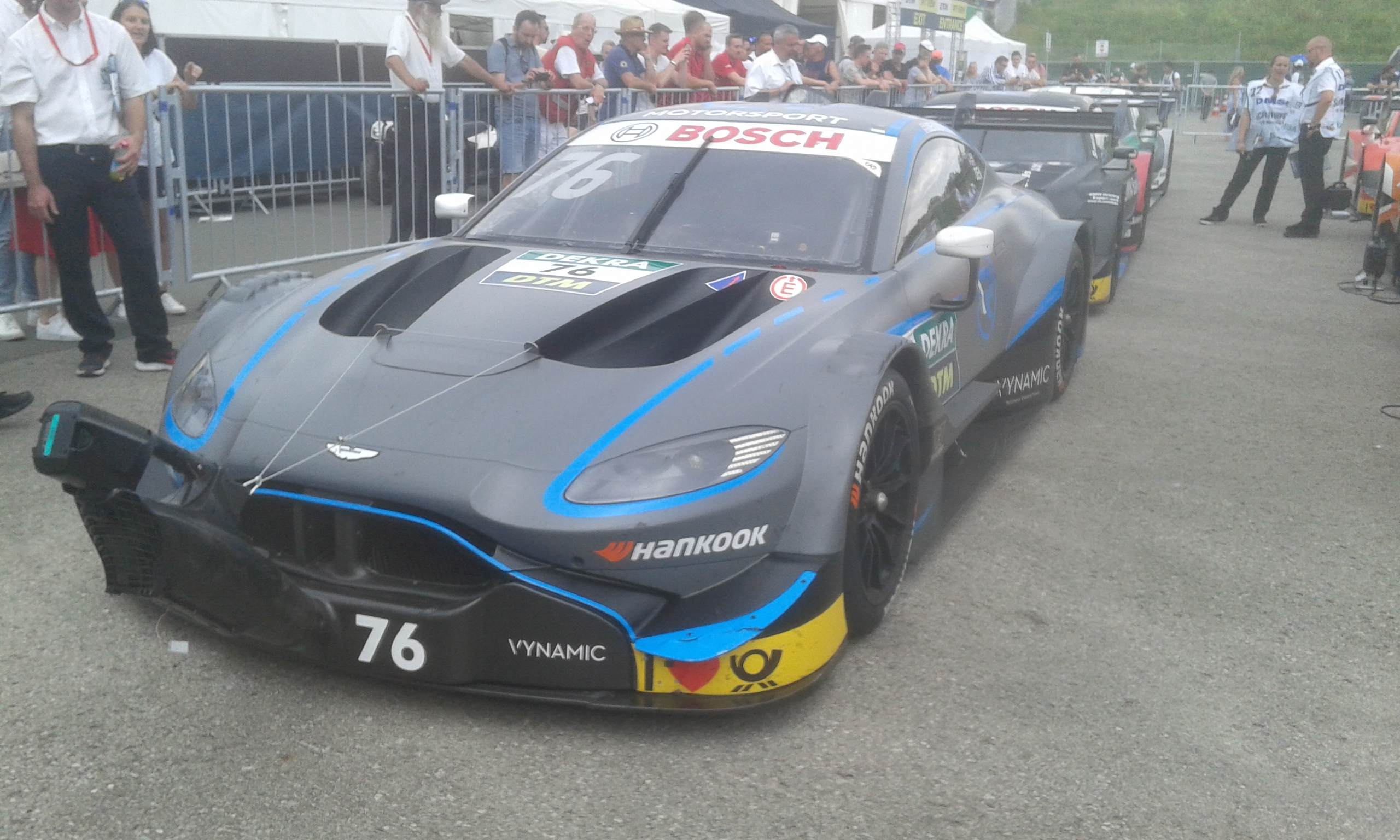
Vantage DTM en el Norisring en un sábado de parque cerrado en 2019

El Vantage DTM se vio por primera vez en una serie de pruebas completando seis vueltas en el circuito de Jerez, siendo pilotado por Paul Di Resta y Daniel Juncadella. Así, pasó el examen con éxito después de solamente 90 días de desarrollo y construcción.
El proyecto de desarrollo del Vantage DTM estaba bajo la gestión operativa de Vynamic GmbH, una empresa conjunta entre AF Racing AG y HWA AG, en Affalterbach. Para cumplir con las regulaciones de DTM, las dimensiones del modelo de producción estándar tuvieron que adaptarse con 4,73 m (186,2 pulgadas) de largo, 1,95 m (76,8 pulgadas) de ancho y 1,28 m (50,4 pulgadas) de alto. Además, se tuvo que llevar a cabo el desarrollo y construcción de un nuevo motor de cuatro cilindros en línea turboalimentado de 2.0 litros, el cual estaba montado centralmente justo detrás del eje delantero.
Racing One estaba negociando con Aston Martin para incluir un Vantage GT3 en la serie alemana en 2021. El propio jefe del equipo, Martin Kohlhaas, había sido el encargado de confirmar que estaba en discusiones con el fabricante inglés para iniciar un programa GT3 en el DTM. Ese proyecto permitiría que la firma británica regresara al DTM después del cierre del proyecto de R-Motorsport con el Vantage DTM al final de la temporada 2019. Posteriormente, R-Motorsport recibió el visto bueno del ITR para extender el programa de pruebas del Vantage DTM una vez iniciada la temporada. Si bien el reglamento deportivo del DTM señalaba que no podía haber ninguna prueba después de haberse completado la homologación de los coches y el inicio de la competición, la estructura suiza ha recibió una dispensación del ITR. Así, la formación podría intentar recuperar la desventaja que tenía al comenzar la construcción, desarrollo y pruebas del Vantage DTM más tarde que sus rivales en su temporada de debut. Por esa razón, la estructura tendría una asignación de varios días de pruebas durante la primera fase de la temporada.